# Saint-Denis-d'Anjou
Saint-Denis-d'Anjou est une commune française, située dans le département de la Mayenne en région Pays de la Loire, peuplée de 1 512 habitants.
La commune fait partie de la province historique de l'Anjou (Haut-Anjou).

## Géographie

### Communes limitrophes
| Bouère                |                     | Souvigné-sur-Sarthe (Sarthe), Sablé-sur-Sarthe (Sarthe) |
| Bierné-les-Villages   | Saint-Denis-d'Anjou | Pincé (Sarthe), Précigné (Sarthe)                       |
| Miré (Maine-et-Loire) |                     | Morannes sur Sarthe-Daumeray (Maine-et-Loire)           |

### Anciennes communes
Saint-Denis-d'Anjou dispose d'un territoire communal assez vaste qui résulte d'une fusion de trois anciennes communes décidée durant le Premier Empire : Saint-Denis-d'Anjou, Varennes-Bourreau (anciennement Varennes-Bourrel) et Saint-Martin-de-Villenglose.

### Lieux-dits, hameaux et écarts
- La Cour
- La Croix-Moisie
- La Guérouillère
- La Morinière
- La Morlière
- La Pilardière
- La Salmacière
- Le Perrin
- Le Petit-Ray
- Les Barbottières
- Les Croix-vertes
- Les Fossettes
- Rambouillet
- Rondeau
- Saint-Martin de Villenglose
- Varennes-Bourreau[3]
- Village des Mottes

### Géologie
La commune appartient, dans ses deux tiers occidentaux, au Massif armoricain, et pour son tiers est, en vallée de la Sarthe, au Bassin parisien. Il y a donc du schiste ardoisier à environ 2 mètres de profondeur sous le bourg de Saint-Denis mais aussi des calcaires coquilliers qui affleurent à moins d'un kilomètre à l'ouest.

### Points culminants
Les points culminants sont la Guérouillère, en direction de Bouère, la Pilardière, qui domine le bourg de Saint-Denis vers l'ouest, et la colline du Ray et de Beaumont, qui surplombent le bourg vers le nord.

### Hydrographie
L'hydrographie est marquée par plusieurs ruisseaux affluents visibles de la Sarthe, rive droite, notamment les ruisseaux de Baraize, de la Morinière, des Vallées et d'Ingrande, limitrophe du département de la Sarthe et de la commune de Souvigné (ancienne limite entre le Maine et l'Anjou). Le ruisseau du Goëleux qui arrose le bourg de Saint-Denis-d'Anjou prend sa source près des Nouillères mais a été largement détourné depuis les années 1960 à des fins privées et est souvent à sec l'été. Il ne se jette pas dans la Sarthe mais s'enfonce dans les terres à l'est du bourg, après un cours d'un ou deux kilomètres, dans le secteur limite entre les schistes armoricains et le calcaire du Bassin parisien.
La commune de Saint-Denis possédait aussi quelques terres rive gauche de la Sarthe, du côté de Beffes, qui ont été rattachées à la commune de Pincé.
Les précipitations, comme dans l'ensemble du sud de la Mayenne, sont assez faibles et l'alimentation en eau provient surtout du ruissellement.

### Climat
Pour des articles plus généraux, voir Climat des Pays de la Loire et Climat de la Mayenne.
En 2010, le climat de la commune est de type climat océanique altéré, selon une étude du CNRS s'appuyant sur une série de données couvrant la période 1971-2000. En 2020, Météo-France publie une typologie des climats de la France métropolitaine dans laquelle la commune est exposée à un climat océanique et est dans la région climatique  Moyenne vallée de la Loire, caractérisée par une bonne insolation (1 850 h/an) et un été peu pluvieux. 
Pour la période 1971-2000, la température annuelle moyenne est de 11,3 °C, avec une amplitude thermique annuelle de 14,2 °C. Le cumul annuel moyen de précipitations est de 712 mm, avec 11,6 jours de précipitations en janvier et 6,6 jours en juillet. Pour la période 1991-2020, la température moyenne annuelle observée sur la station météorologique de Météo-France la plus proche, sur la commune de Grez-en-Bouère à 11 km à vol d'oiseau, est de 12,0 °C et le cumul annuel moyen de précipitations est de 740,5 mm,. Pour l'avenir, les paramètres climatiques de la commune estimés pour 2050 selon différents scénarios d'émission de gaz à effet de serre sont consultables sur un site dédié publié par Météo-France en novembre 2022.

## Urbanisme

### Typologie
Au 1er janvier 2024, Saint-Denis-d'Anjou est catégorisée bourg rural, selon la nouvelle grille communale de densité à sept niveaux définie par l'Insee en 2022.
Elle est située hors unité urbaine. Par ailleurs la commune fait partie de l'aire d'attraction de Sablé-sur-Sarthe, dont elle est une commune de la couronne,. Cette aire, qui regroupe 39 communes, est catégorisée dans les aires de moins de 50 000 habitants,.

### Occupation des sols
L'occupation des sols de la commune, telle qu'elle ressort de la base de données européenne d’occupation biophysique des sols Corine Land Cover (CLC), est marquée par l'importance des territoires agricoles (97,4 % en 2018), une proportion sensiblement équivalente à celle de 1990 (97,7 %). La répartition détaillée en 2018 est la suivante : 
prairies (48,7 %), terres arables (46,5 %), zones agricoles hétérogènes (2,2 %), zones urbanisées (1,6 %), forêts (1 %). L'évolution de l’occupation des sols de la commune et de ses infrastructures peut être observée sur les différentes représentations cartographiques du territoire : la carte de Cassini (XVIIIe siècle), la carte d'état-major (1820-1866) et les cartes ou photos aériennes de l'IGN pour la période actuelle (1950 à aujourd'hui).

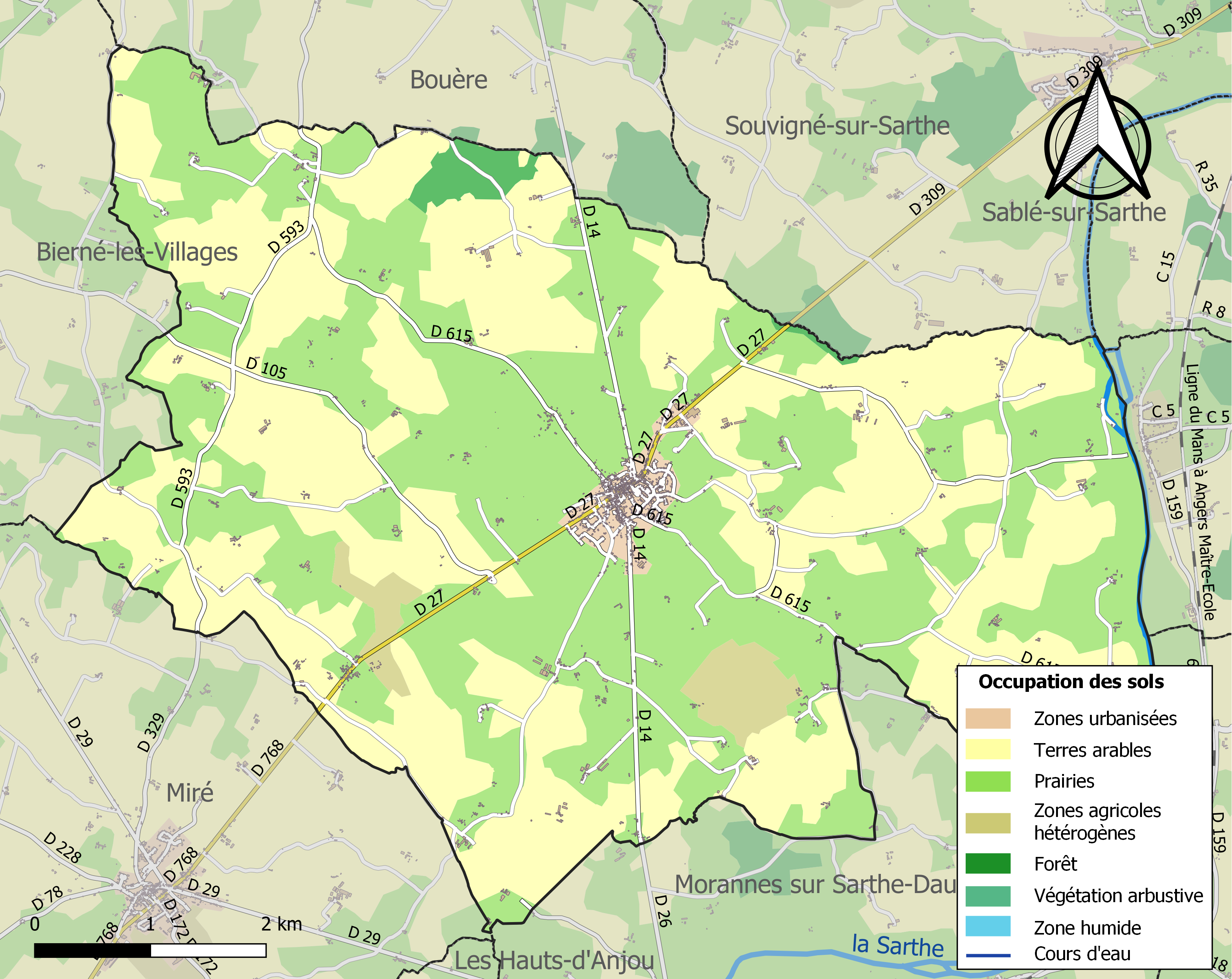
Carte des infrastructures et de l'occupation des sols de la commune en 2018 (CLC).

## Toponymie
Durant la Révolution, la commune porte les noms de Bourg-la-Montagne, Bourg-la-Montagne-sur-Cogieux , Bourg-sur-Cogieux et Mont-Vainqueur.

## Histoire

### Préhistoire
L'histoire de Saint-Denis-d'Anjou, comme celle de la plupart des communes de France, remonte à la nuit des temps. On a trouvé des vestiges d'une présence humaine dès le Néolithique moyen-récent (outils en pierre polie, dont certains sont exposés au muséum d'histoire naturelle d'Angers) et il résulte d'une récente étude communiquée au Service régional d'archéologie que ce peuplement était celui d'un groupe occupant la région de Saint-Denis-Bierné-Miré, et qui a laissé notamment le dolmen funéraire de Miré (VIe-IVe millénaires avant notre ère). Mais en Val de Sarthe, on connaît la trace d'un peuplement sans doute antérieur (couteaux de silex) dont la datation est très délicate.

### Époque gallo-romaine
Le peuplement dense, avec une agriculture de défrichement important, de l'élevage et des céréales, date de la période gauloise, mais a dû commencer dès l'âge du bronze avec la phase ultime du groupe néolithique de Miré. Les principaux habitats celtiques pressentis, en raison d'indices au sol et de la toponymie, se situent au bourg même de Saint-Denis-d'Anjou, et sur sa frange méridionale. La colline du Ray semble avoir servi de camp-refuge pour les bestiaux et les premières tribus locales du peuple gaulois des Andes, ancêtres des Angevins. C'était aussi vraisemblablement, un peu plus vers l'est, du côté de Beaumont, un sanctuaire druidique. Un autre sanctuaire à Denais n'est pas à exclure. La zone occidentale de la Guérouillère semble avoir été principalement boisée à l'époque. L'essentiel des échanges sur moyenne distance, notamment avec les Aulerques Cenomans voisins de Sablé-sur-Sarthe et les Aulerques Diablintes de Bouère, passait apparemment par les voies d'eau, la Sarthe, les ruisseaux de Baraize et du Béron vers Miré et Bierné, et à Souvigné, la Taude. On n'a cependant pas découvert à ce jour de vestige marquant de cette époque, en l'absence de prospection.
L'époque gallo-romaine voit le changement d'habitat (avec la construction de villas romaines comme celle de Martigné-sur-Mayenne, sans doute aussi deux autres plus au sud, et une présence romaine au bourg de Saint-Denis aussi) qui commence vers le milieu du Ier siècle, après la dernière révolte des Andes écrasée près d'Angers par le légat Aviola venu de Lugdunum (Lyon). L'importation d'huile et de vin, produits romains typiques, transite par Angers (Juliomagus) et la Sarthe. Un port fluvial dessert le pays, le port de Gras. On n'a pas découvert de voie romaine importante, le tronçon passant à Chemiré-sur-Sarthe et signalé par Célestin Port restant incertain (il se peut que la voie n'ait jamais été achevée). Le développement de la vigne et du vin pourrait remonter à la seconde moitié du IIe siècle, notamment sur les pentes des Parentières au nord-est du bourg.
Des sépultures anciennes ont été mises au jour : « On a découvert en 1886 dans la vigne des Graviers sur le roc presque à fleur de terre non loin du chemin qui relie l'ancien château de Martigné à la route qui conduit de Saint-Denis à Varennes-Bourreau une tombe en caveau de l'époque gallo-romaine construite en larges tuiles maçonnées et couverte en forme octogonale. Ces tuiles sont à rebord, bien cuites, d'une pâte dure et sont réunies par un ciment solide. L'aire de cette sépulture est pavée avec ces tuiles et recouverte comme les murs d'un enduit résistant de mortier. Sa longueur est de 1,80 m et sa hauteur de 0,70 m. Cette tombe renfermait des ossements et des tuiles. Dans la même région, on rencontre aussi fréquemment des sarcophages qui appartiennent à la période mérovingienne. »
Il semble y avoir eu une première influence chrétienne vers la fin du IVe siècle (poteries paléochrétiennes) juste avant les grandes invasions barbares. Toutefois il n'est pas sûr que le secteur ait été le théâtre de guerres violentes. L'abandon des villas romaines semble avoir été graduel et plus dicté par des facteurs économiques et sociaux.
Le premier sanctuaire chrétien serait, à l'emplacement de l'église romane, l'église actuelle de Saint-Denis-d'Anjou, une crypte ou une chapelle mérovingienne consacrée par Cardulphe évêque d'Angers, en 607. Certaines pierres de maçonnerie de la nef romane ultérieure sont en effet réemployées de constructions antérieures, probablement romaines, et rue de l'Église on voit deux murs gallo-romains sous les murs de l'église.
Comme toute la région, Saint-Denis-d'Anjou souffrit beaucoup des conflits régionaux entre Francs et Saxons, puis entre Francs et Bretons, enfin entre les premiers comtes d'Anjou et les barons de Sablé. L'église romane est le premier édifice significatif légué par le Moyen Âge ; elle possède un chœur Plantagenêt caractéristique, comme l'abbaye de Fontevraud.
La châtellenie de Saint-Denis-d'Anjou et de Chemiré-sur-Sarthe, mouvante du chapitre de l'église cathédrale Saint-Maurice d'Angers, remonterait, selon Célestin Port, à la fin du Xe siècle.

### Moyen Âge

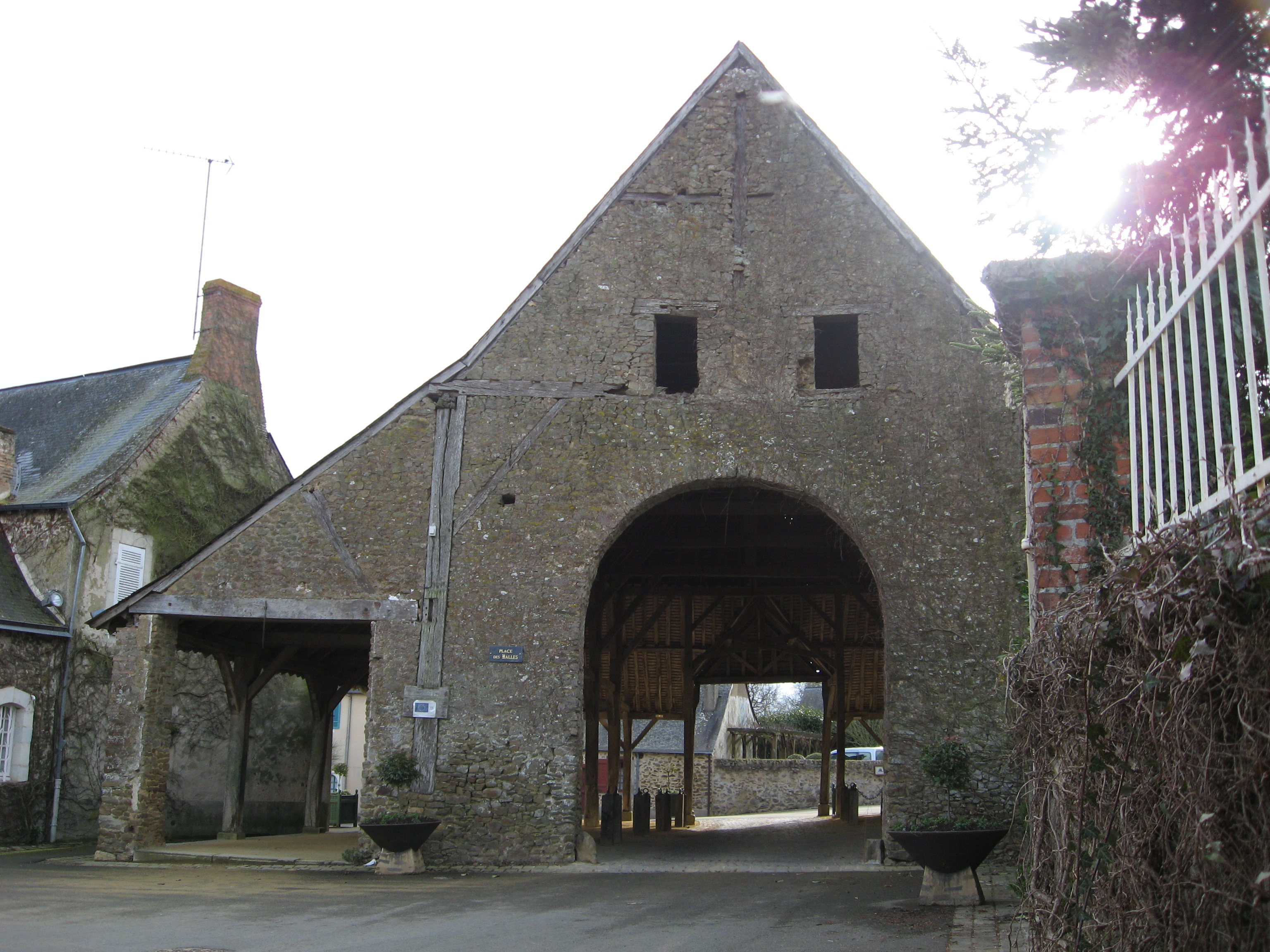
Les halles de Saint-Denis-d'Anjou vues de la porte est.

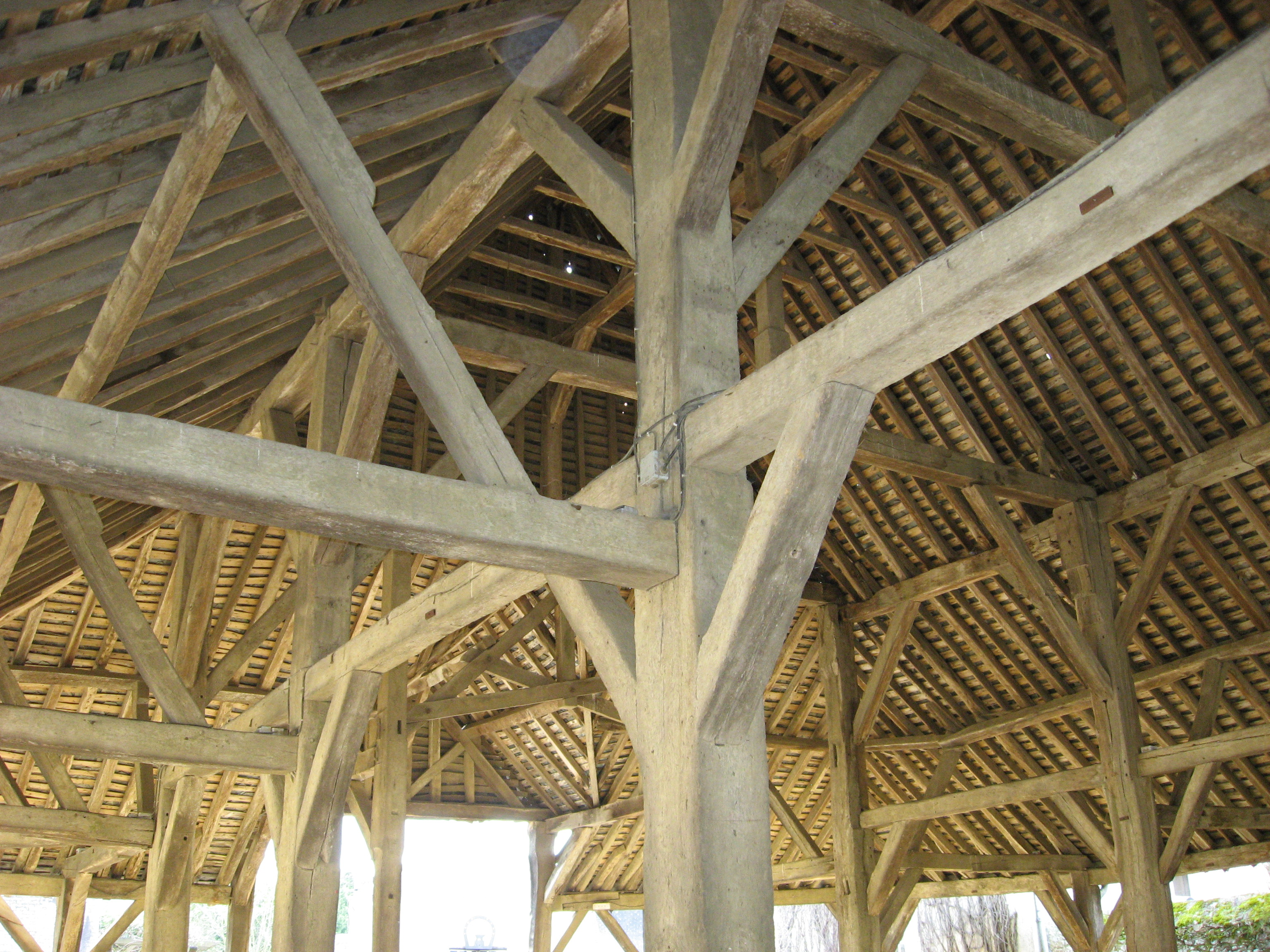
La charpente des halles de Saint-Denis-d'Anjou.

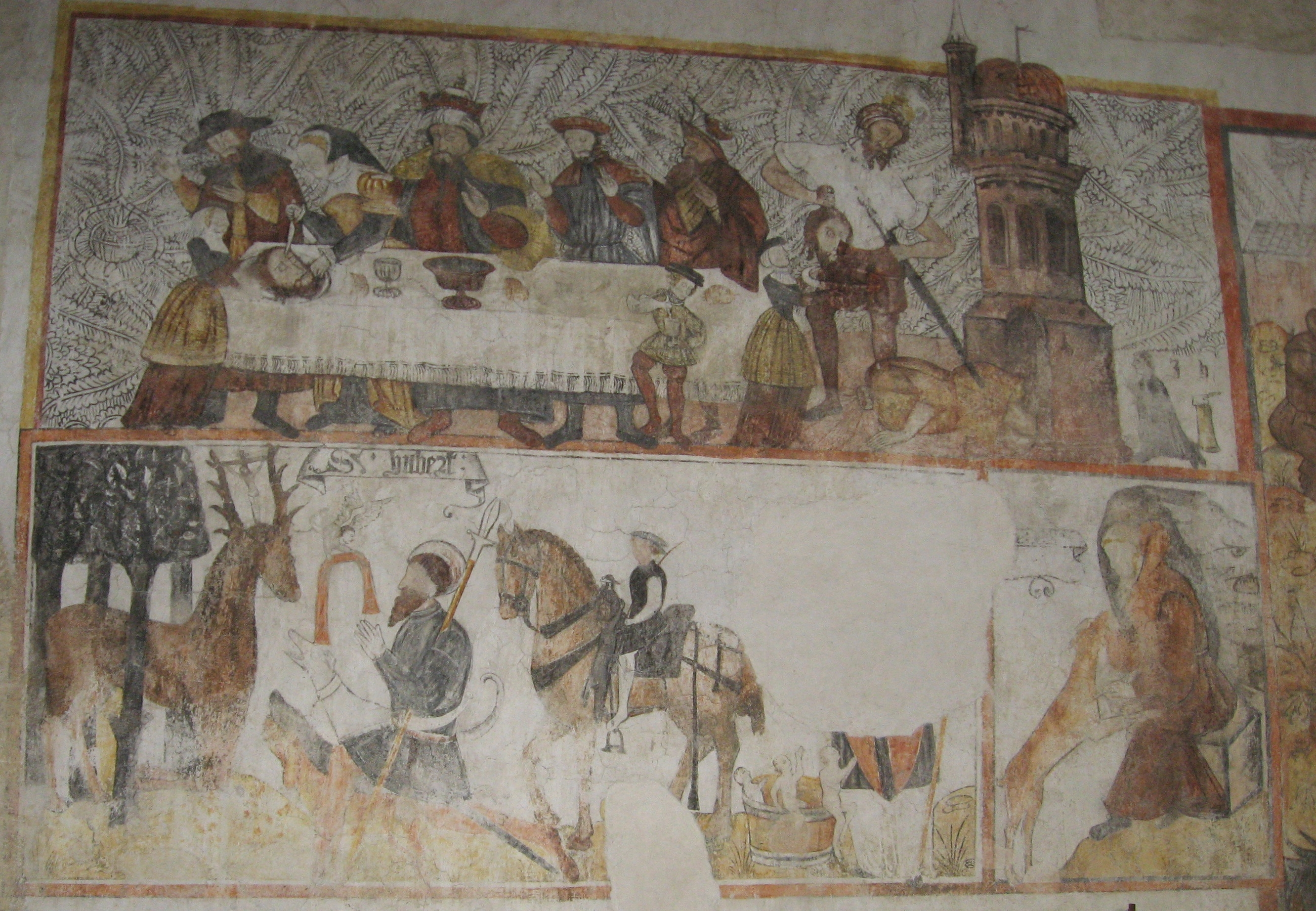
Une partie des nombreuses fresques intérieures de l'église de Saint-Denis-d'Anjou.

Au Moyen Âge, l'évêque d'Angers reconstruit l'église (mentionnée en 1177) et le chapitre de la cathédrale Saint-Maurice d'Angers entre en possession du fief et châtellenie de Saint-Denis-d'Anjou et Chemiré-sur-Sarthe. Cependant, une multitude de fiefs laïcs lui disputent le territoire : Villenglose, Varennes-Bourreau, Beffes ou Baïf, la Morinière, Morton, Martigné, notamment.
Le bourg se développe à l'abri de la protection épiscopale et grâce à la présence massive du haut clergé angevin, notamment l'été, qui ne se dément pas jusqu'à la Révolution française. La domination du chapitre d'Angers explique que les armes de Saint-Denis d'Anjou qui figurent à la clef de voûte de l'église de Saint-Denis sont en fait celles de la cathédrale et du chapitre du diocèse d'Angers. La rue du chapitre, la maison du chapitre, la rue de l'évêché témoignent de cette forte présence du clergé dans le bourg ; de plus le développement de la vigne semble avoir été encouragé par le clergé, notamment pour les vignobles situés au sud du bourg.
Le château de Saint-Martin possédait jusqu'à la Révolution française un puissant donjon dont certains murs sont inclus dans l'actuel édifice ; de plus, le château de Beaumont semble aussi avoir compris un donjon et un mur circulaire d'enceinte, sur le modèle des châteaux destinés à résister aux Normands[réf. nécessaire].
Vers 1350, Saint-Denis-d'Anjou subit un coup d'arrêt dans son développement, et Chemiré-sur-Sarthe est cité en tête dès 1370 dans la mention de la châtellenie, dont la possession par le chapitre de Saint-Maurice d'Angers est confirmée par le roi Charles V en 1373.
On ne sait pas si les premières fortifications du bourg précèdent ou non la guerre de Cent Ans. Il existe dans le bourg plusieurs tourelles octogonales actuellement englobées dans des maisons particulières[réf. nécessaire]. Il est possible qu'une partie de ces édifices, notamment la tour ronde adossée au clocher de l'église, ait été réalisée avant le conflit.

### Guerre de Cent Ans
Des détachements anglais partis du Mans, de Mayenne et de Fresnay, ayant couru tout le pays s'approchèrent en 1441 de Saint-Denis d'Anjou, gros et riche village contigu du pays du Maine, pour le rançonner à son tour.
À l'époque, ce bourg était considérable par le trafic de vin; car en ce temps-là, la Mayenne n'étant navigable que jusqu'à Château Gontier, les habitants faisaient leurs provisions à Saint-Denis-d'Anjou.
Ils traînaient après eux de nombreux prisonniers et emmenaient un riche butin. Les habitants de Saint-Denis, se reconnaissant incapables de tenir contre une troupe de 500 hommes, se réfugièrent dans leur église, en emportant ce qu'ils avaient de plus précieux. Ils pensaient que les Angloys ne seroient si mal piteux de assaillir ou faire violence en l'église. Mais ils se trompaient. L'ennemi vint les attaquer dans leur refuge et il leur fallut résister courageusement jusqu'à la nuit. Cependant de Laval, de Sablé, de Sainte-Suzanne, des chevaliers des environs, avertis de ce qui se passait, accouraient au secours. Au matin, ils se trouvèrent environ 60 lances, et, sans s'inquiéter de leur petit nombre, ils allèrent aussitôt fondre sur les Anglais qui donnaient un nouvel assaut. Du premier choc, 200 ennemis demeurèrent sur la place. Les autres se débandèrent et se jetèrent dans les vignes espérant eux saulver. Mais les gens de pied et paysans les suyvirent de sorte qu'ils furent presque tous mis à mort. Des Françoys ne furent occis que cinq personnes, dont rendirent grâces à Dieu.
Le village actuel de Saint-Denis a été reconstruit à partir de cette époque, avec l'encouragement de Jeanne de Laval, duchesse d'Anjou, femme de René (la maison de la reine Jeanne, ainsi nommée en raison du royaume de Jérusalem et de Naples, est devenue la maison du roi René) et du chapitre d'Angers (la maison du chapitre est l'actuelle mairie).
À la fin du XVe siècle, vers 1480, est achevée la construction de la maison canoniale destinée aux chanoines du chapitre de la cathédrale Saint-Maurice d'Angers. Le bâtiment présente, outre sa façade remarquable pour son caractère architectural gothique, une cheminée monumentale de style renaissance dans sa salle principale, autrefois lieu de procès d'assises civiles et criminelles,.

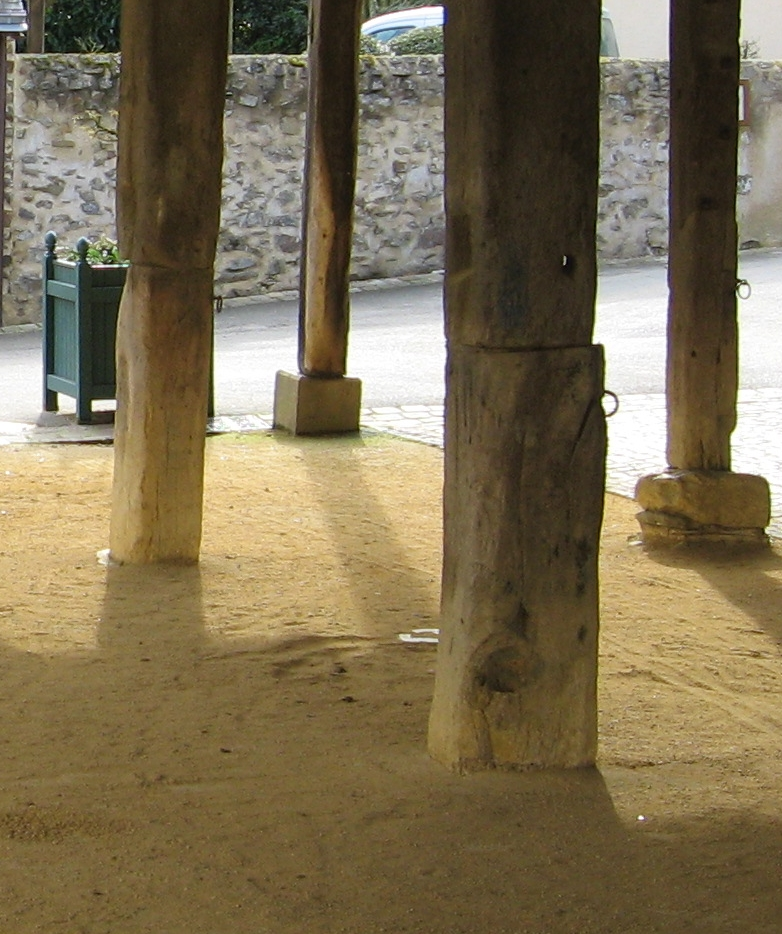
Piliers ou poteaux coupés des halles du bourg : quand la partie inférieure était trop endommagée par le gel, l'humidité, la sécheresse ou les chocs des charrettes, un pilier inférieur de menuiserie neuve était inséré à sa place.

La construction des Halles de Saint-Denis-d'Anjou s'achève après de nombreuses années de travaux en 1509. Lieu de marché et d'échanges, elles servent principalement au commerce du lin, du chanvre et du vin, productions traditionnelles de la Province du Maine. La taille des halles du village est importante et montre que les échanges commerciaux qui s'y tenaient concernaient aussi les régions alentour. Les foires du Moyen Âge s'y tenaient le 9 octobre (lendemain de la fête de Saint-Denis et marquant aussi le début des vendanges) et les mardi matin. La charpente des halles est assez remarquable en ce qu'elle est caractéristique des savoirs en charpenterie de l'époque. Leur bon état de conservation après cinq siècles est dû :
- à l'utilisation du bois de châtaignier constituant la structure de l'édifice : le choix de ce bois par les artisans de l'époque est judicieux car ce bois n'est pas sujet au fendage dans des conditions climatiques sévères (gel ou sécheresse) en raison de sa souplesse et de son élasticité qui lui permettent aussi de supporter de fortes contraintes mécaniques, et il est aussi résistant aux insectes (araignées) et aux pourritures[22]
- à la technique de remplacement des piliers de soutènement des halles constitués de deux éléments : un élément haut soutenant la charpente, un élément bas remplaçable au gré des aléas climatiques et des dégâts occasionnés par l'usage (la superposition des deux éléments est visible sur la photographie ci-contre)[23].

Au XVIe siècle, qui voit la décoration intérieure des églises Saint-Denis et Saint-Martin avec des fresques hagiographiques intéressantes, la région semble paisible à l'exception des guerres de religion, avec un assassinat commis à Saint-Denis et la présence de l'armée de la Ligue qui s'abreuve rue de l'église au café du « vin sans eau » (20-100-0). Henri IV vient dormir à Saint-Denis en s'en allant recevoir les clés de Sablé-sur-Sarthe.
La population de Saint-Denis s'accroît régulièrement jusqu'à la Révolution, avec le développement de l'agriculture (closeries ou petites fermes), d'une poste à chevaux (maison du Pigeon blanc), des activités liées au commerce du vin (tonneliers, bac sur la Sarthe à Varennes, à l'époque propriété des Ursulines d'Angers).

### Révolution française
À la Révolution, la population rejette en bloc les excès révolutionnaires et soutient massivement, conseil municipal en tête, la Chouannerie. Marie Ferret ne craint pas de braver publiquement le comité révolutionnaire local. Un recueil de prières clandestin est caché dans le registre d'état civil. Saint-Denis-d'Anjou a fourni à la Chouannerie mayennaise plusieurs officiers et de nombreux soldats de valeur, depuis août 1792 jusqu'à la levée des armes de 1832. Les populations civiles de Varennes-Bourreau et de Saint-Martin-Villenglose sont pratiquement éliminées par les révolutionnaires, et leurs bourgs quasi rasés. Les habitants de Saint-Denis sont également frappés par une tuerie perpétrée par les gardes nationaux de Sablé-sur-Sarthe et de Morannes à la sortie d'une messe de la Fête-Dieu 1795. Un moment donné, la Terreur débaptise cette commune résistante et la dénomme Mont-Vainqueur ou Bourg-la-Montagne-sur-Goëleux. À la Saint-Louis 1799, au Pré-Vignon, a lieu une prise d'armes de l'Armée catholique et royale avant la prise du Mans. Au XIXe siècle, la commune est massivement légitimiste.

#### Chouannerie
Extrait de la monographie de Saint-Denis-d'Anjou réalisée par un instituteur ou institutrice du village, paragraphe sur la Chouannerie : « Guitter, dit Saint-Martin, chef de bataillon dans les troupes de la Chouannerie, est né à Saint-Martin-de-Villenglose. Il contribua activement, après la défaite de l'armée vendéenne au Mans, à organiser la résistance dans les cantons de Bierné et de Grez-en-Bouère. Sa compagnie s'allia à celles du district de Sablé pour combattre les patriotes. De leur côté, en 1794 et en 1795, les soldats de Joseph Coquereau, le chef des chouans de Daon et des alentours, firent de fréquentes excursions sur le territoire de Saint-Denis-d'Anjou. Après la mort de Joseph Coquereau, son frère, Louis Coquereau, le remplaça et unit ses forces à celles de Marin-Pierre Gaullier qui livrèrent de fréquents combats dans la région. Pendant la fin de l'année 1795, les chouans parcoururent la région. Le 13 mars 1796, 300 hommes de la garnison de Sablé commandés par le général Genay, partaient pour expulser les chefs des chouans du territoire de Saint-Denis-d'Anjou. Ils rencontrèrent les troupes royalistes sur la côte de la Croix-du-Ray et les mirent en déroute. Plusieurs habitants de Saint-Denis-d'Anjou furent tués et enterrés au pied de la croix. Les trois années qui suivirent furent plus calmes, mais en 1799, Gaullier et Guitter reprenaient les armes. En 1832, un certain nombre d'habitants de Saint-Denis-d'Anjou formaient une compagnie spéciale et prenaient part au soulèvement organisé par le général Clouet, Gaullier fils et Guitter. Cette troupe se réunit avec les autres combattants dans la nuit du 23 au 24 mai 1832 au château de la Barre de Bierné. Elle était placée sous les ordres de Guitter et prit part au combat de Chasnay livré le 26 mai. Quelques jours après mourut Guitter des suites des blessures reçues à ce combat. »

### Guerre de 1870
Extrait de la monographie de Saint-Denis-d'Anjou : « À la fin du mois de janvier 1871, les prussiens occupaient Sablé et menaçaient Saint-Denis. Le jour où l'armistice fut connu, un obus, envoyé par l'artillerie prussienne établie sur la route de Souvigné, au sommet de la côte, tomba sur la ferme de l'Hommelière. » Le monument aux morts de Saint-Denis-d'Anjou recense huit soldats morts dans la guerre franco-prussienne.

### Époque contemporaine et vignoble

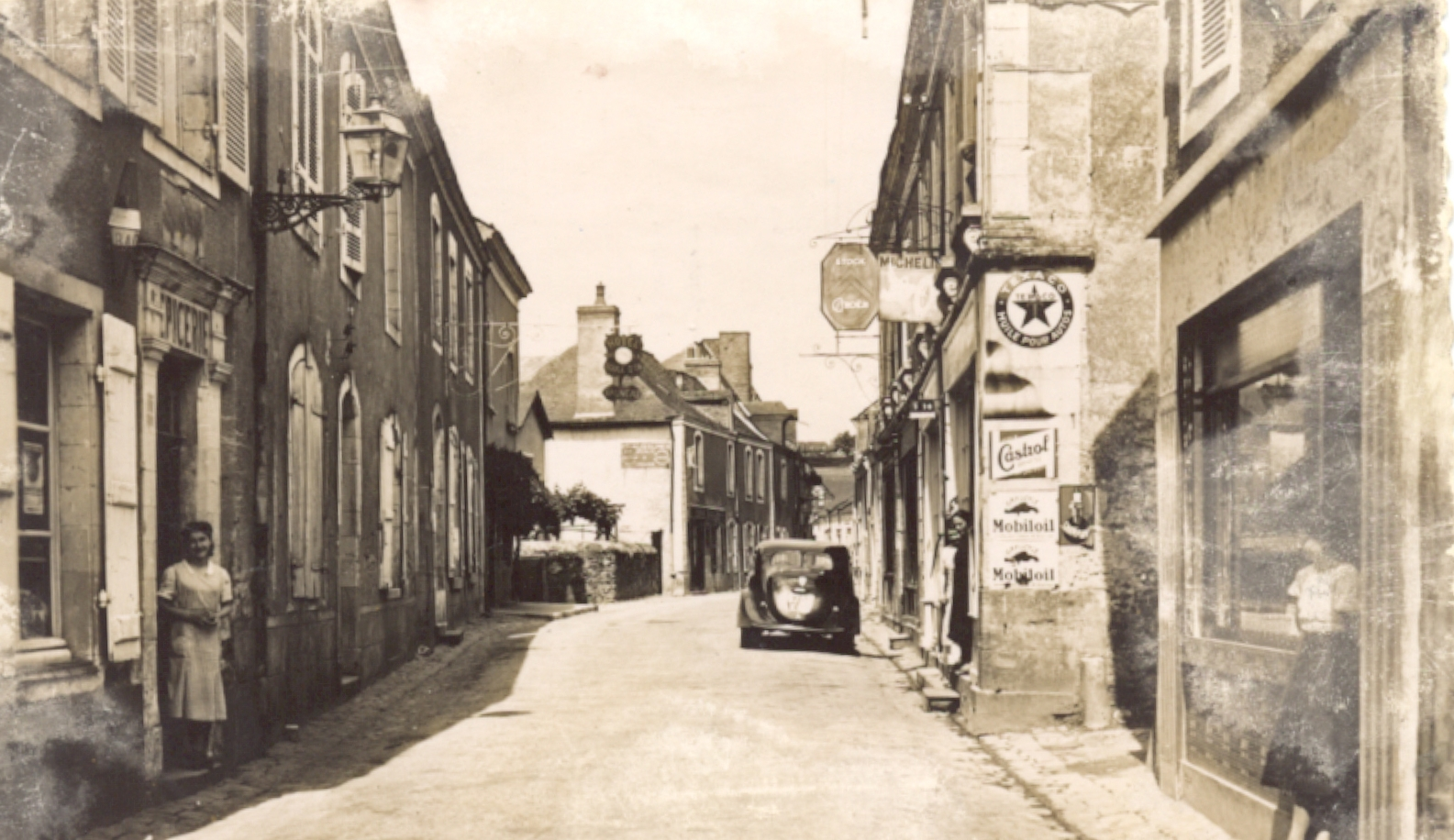
La Grande Rue dans les années 1950.

Avec les guerres révolutionnaires, la crise du vignoble stoppe net le développement économique et démographique de Saint-Denis-d'Anjou. Le phylloxéra, au tournant de 1890-1900, va décimer le vignoble dionysien. Il faudra attendre le début du XXIe siècle pour assister à une reprise démographique.
La vigne, richesse traditionnelle de Saint-Denis-d'Anjou occupe plus de 600 hectares au XVIIe siècle, en 1891 450 hectares ; elle disparait complètement au début du XXe siècle. Après avoir replanté du vignoble en 1998 sur le site de la Morinière l'Association pour la Renaissance d'un Vignoble En Mayenne (ARVEM) organise vendanges et animations autour de la vigne : étiquette du "clos de la Morinière", seul vin produit en Mayenne (vin cépage chenin) décorée par un artiste mayennais qui change tous les deux ans, sculpture en bronze sur la place de l'église inaugurée en 2013 "L'arbre de vie ou la vigne" de Robert Lerivrain, plants de vigne de différents cépages avec plaque explicative dans différents emplacements du bourg.

### Conflits duXXesiècle
Comme beaucoup d'autres communes rurales en France, Saint-Denis-d'Anjou paye un lourd tribut lors de la guerre de 1914-1918 : le monument aux morts du village cite 94 poilus tués ; cinq soldats disparaissent pendant la Seconde Guerre mondiale, deux en Indochine.

## Héraldique
| Blason de Saint-Denis-d'Anjou | Blason  | De gueules au rais d'escarboucle pommeté et fleurdelysé d'or. |
| Blason de Saint-Denis-d'Anjou | Détails |                                                               |

## Politique et administration

### Administration municipale
Le conseil municipal est composé de dix-neuf membres dont le maire et cinq adjoints.
Tous les deux ans, un conseil municipal junior composé d'enfants du village se réunit pour faire de la course en sac et réfléchir aux améliorations pouvant être apportées au village. Il est notamment à l'origine de la création du parcours de santé des Deux Étangs[réf. nécessaire][pertinence contestée].

## Démographie
L'évolution du nombre d'habitants est connue à travers les recensements de la population effectués dans la commune depuis 1793. Pour les communes de moins de 10 000 habitants, une enquête de recensement portant sur toute la population est réalisée tous les cinq ans, les populations de référence des années intermédiaires étant quant à elles estimées par interpolation ou extrapolation. Pour la commune, le premier recensement exhaustif entrant dans le cadre du nouveau dispositif a été réalisé en 2007.
En 2022, la commune comptait 1 512 habitants, en évolution de −2,89 % par rapport à 2016 (Mayenne : −0,73 %, France hors Mayotte : +2,11 %).
| 1793  | 1800  | 1806  | 1821  | 1831  | 1836  | 1841  | 1846  | 1851  |
| ----- | ----- | ----- | ----- | ----- | ----- | ----- | ----- | ----- |
| 2 100 | 1 640 | 2 059 | 2 433 | 2 696 | 2 730 | 2 720 | 2 776 | 2 830 |

| 1856  | 1861  | 1866  | 1872  | 1876  | 1881  | 1886  | 1891  | 1896  |
| ----- | ----- | ----- | ----- | ----- | ----- | ----- | ----- | ----- |
| 2 778 | 2 698 | 2 639 | 2 468 | 2 435 | 2 314 | 2 306 | 2 312 | 2 159 |

| 1901  | 1906  | 1911  | 1921  | 1926  | 1931  | 1936  | 1946  | 1954  |
| ----- | ----- | ----- | ----- | ----- | ----- | ----- | ----- | ----- |
| 2 114 | 2 036 | 1 883 | 1 648 | 1 581 | 1 573 | 1 569 | 1 527 | 1 539 |

| 1962  | 1968  | 1975  | 1982  | 1990  | 1999  | 2006  | 2007  | 2012  |
| ----- | ----- | ----- | ----- | ----- | ----- | ----- | ----- | ----- |
| 1 445 | 1 445 | 1 316 | 1 279 | 1 278 | 1 337 | 1 460 | 1 477 | 1 539 |

| 2017  | 2022  | - | - | - | - | - | - | - |
| ----- | ----- | - | - | - | - | - | - | - |
| 1 558 | 1 512 | - | - | - | - | - | - | - |

## Lieux et monuments

### Liste des monuments
- Château de Martigné.

Monuments historiques protégés :
- Chapelle Saint-Martin de Villenglose[38].
- Église Saint-Denis[39].
- Église Saint-Pierre de Varennes-Bourreau[40].
- Halles[41].
- Maison canoniale[42].

### Le château-folie de la Bouquetière

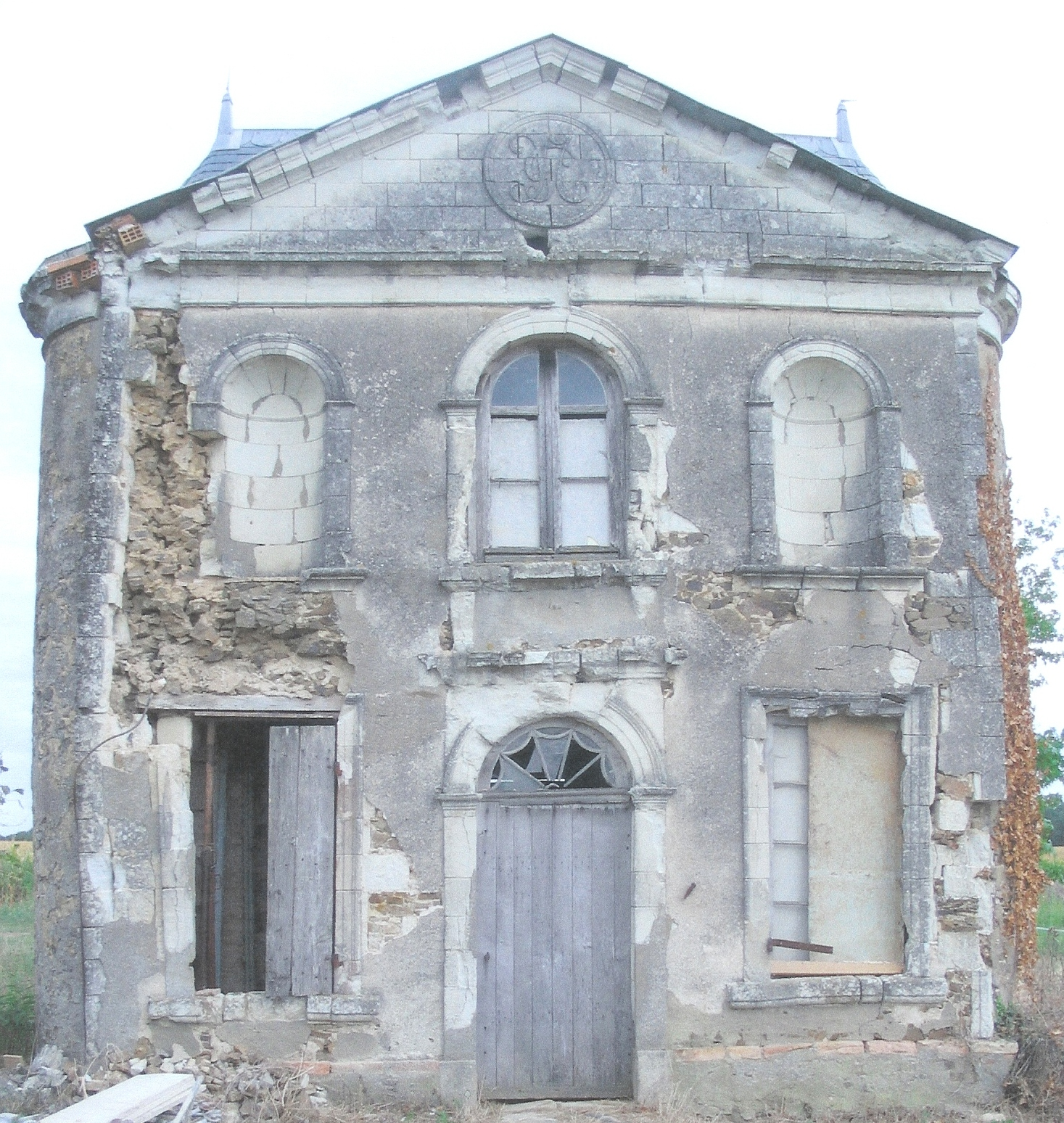
Le mini-château de la Bouquetière avant restauration.

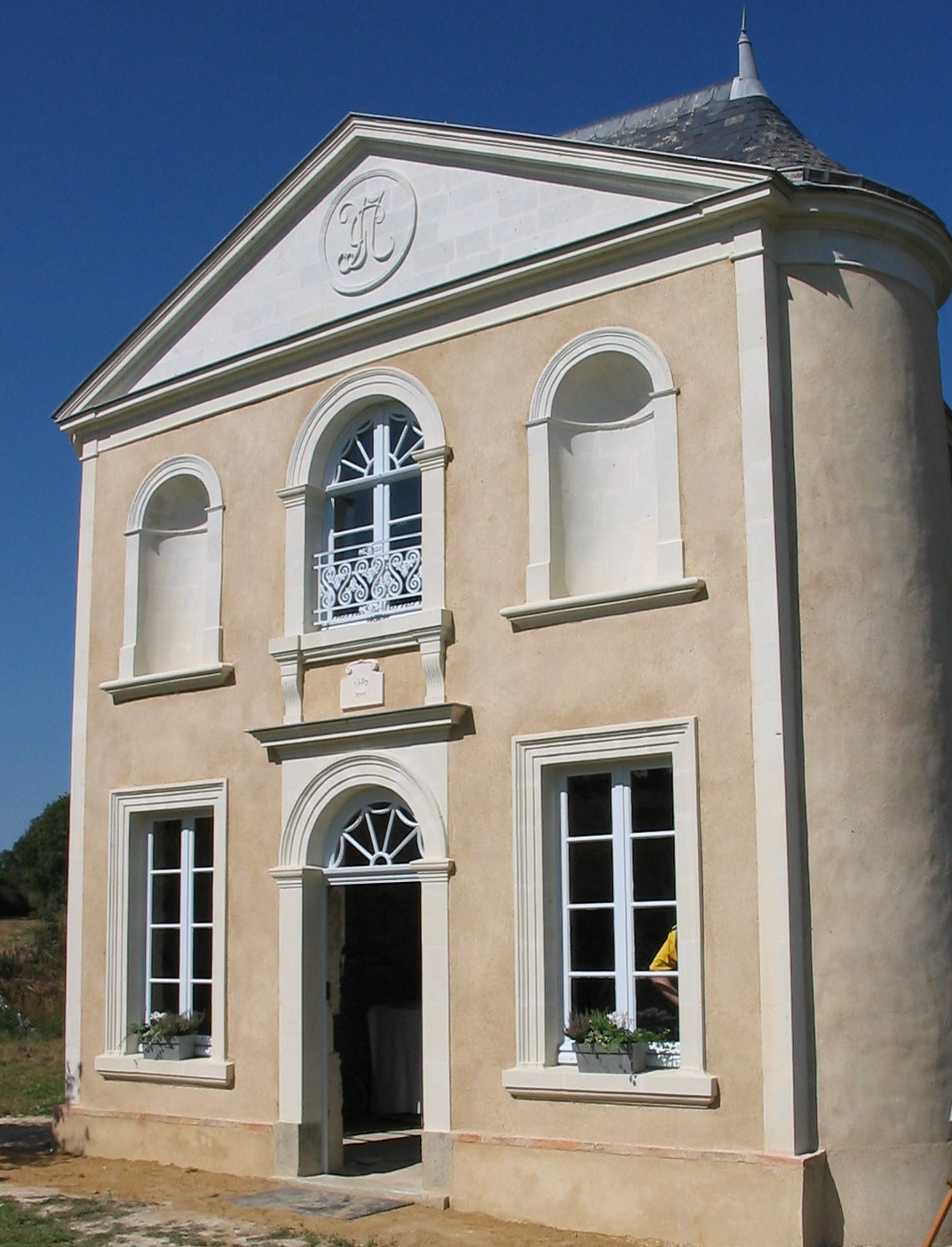
Le mini-château de la Bouquetière après restauration.

Ce petit bâtiment est situé en lisière de forêt sur un domaine privé qui peut être visité lors des Journées européennes du patrimoine. Sa façade est ornée de deux niches et de quatre ouvertures, elle est accompagnée de deux fausses tours latérales et surmontée d’un fronton avec médaillon gravé NG (Naveau Gruau). Ce château-folie construit entre 1829 et 1848, a été restauré en 2007. Auguste Naveau, marchand de draps, est né en 1807 à Saint-Denis-d’Anjou. Son épouse Marthe Gruau y est née en 1800, fille d’un ciergier (cirier). Propriétaires du domaine, ils sont inhumés à Saint-Denis-d’Anjou en 1866 et 1875. Les Naveau sont alliés des Bouttier eux-mêmes alliés de la famille Bessonneau (corderies d’Angers). En 1849, leur fille unique Joséphine se marie à 20 ans avec Eugène Richou, industriel de la meunerie. Ils habitent la Saulaie puis le château de la Maison Blanche, à Brain-sur-Longuenée. La famille Richou compte des marchands meuniers, banquiers, architectes, constructeurs de fermes, maires de leur commune, et est alliée des Raffray du Grand Saultray. Auguste Naveau et son épouse Marthe Gruau ont pu éventuellement souhaiter se mettre à la hauteur d’une belle-famille illustre en bâtissant cette demeure qui a été restaurée en 2007 par la famille Beron.

### Chapelle Saint-Martin de Villenglose
Ancienne église paroissiale elle est rétrogradée en chapelle en 1812 en raison du rattachement du hameau à Saint-Denis-d'Anjou. Elle est située à 2 700 mètres de Église Saint-Denis et orientée nord-ouest sud-est. son plan est rectangulaire, la nef est romane d'origine mais le chœur a été reconstruit au XVe siècle, l'ensemble est couvert en charpente. Ornée de fresques, la majorité en a été déposée pour conservation et restauration, sont encore visibles Saint Cénéré et un blason plusieurs fois répété mais encore non identifié. La pose du retable du maître-autel fait obturer la baie gothique du chevet. l'entrée est sur la face sud de la nef et l'angle sud du chevet est ornée d'un cadran solaire de 1648

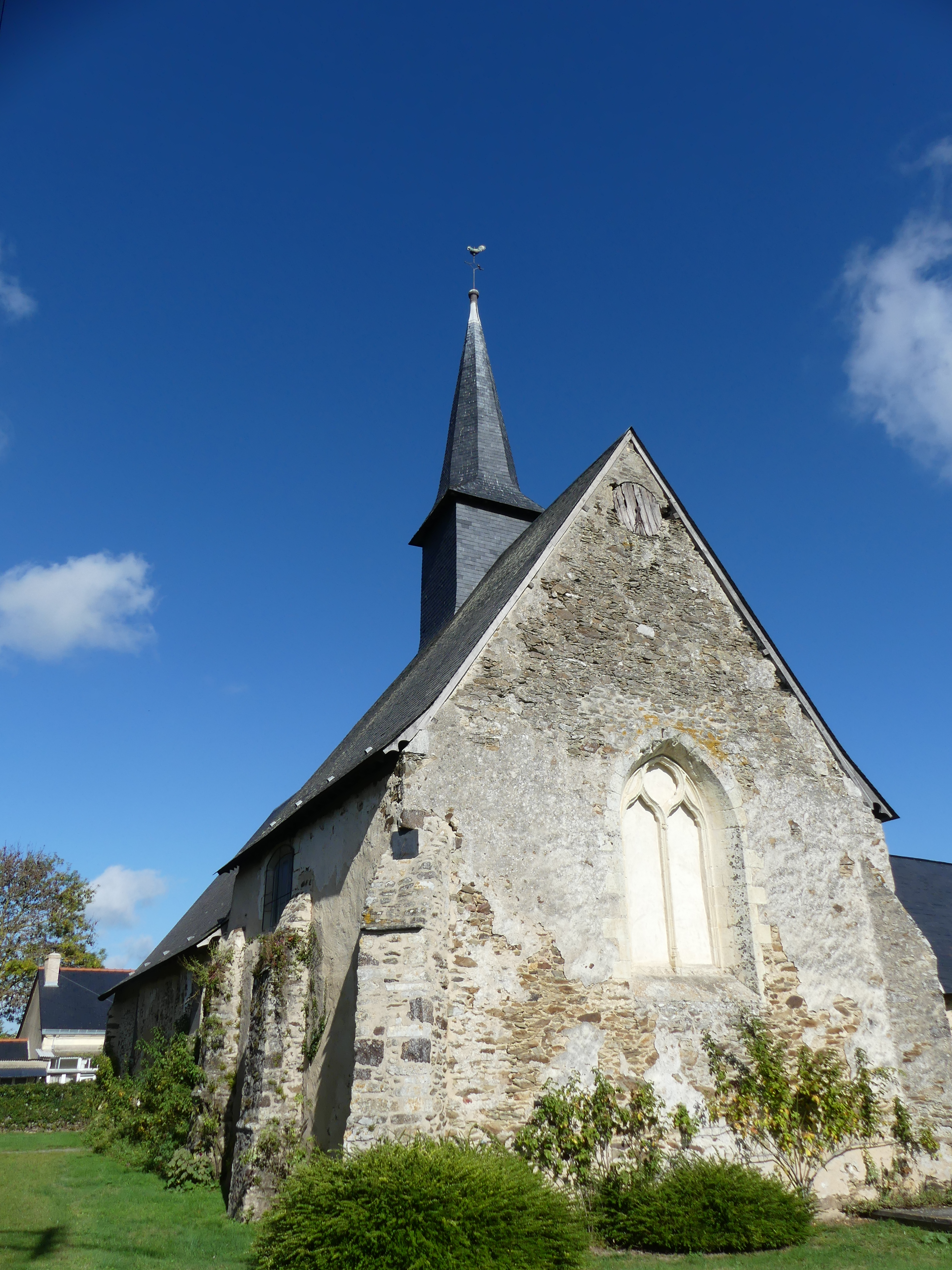
Église saint Martin de Villenglose
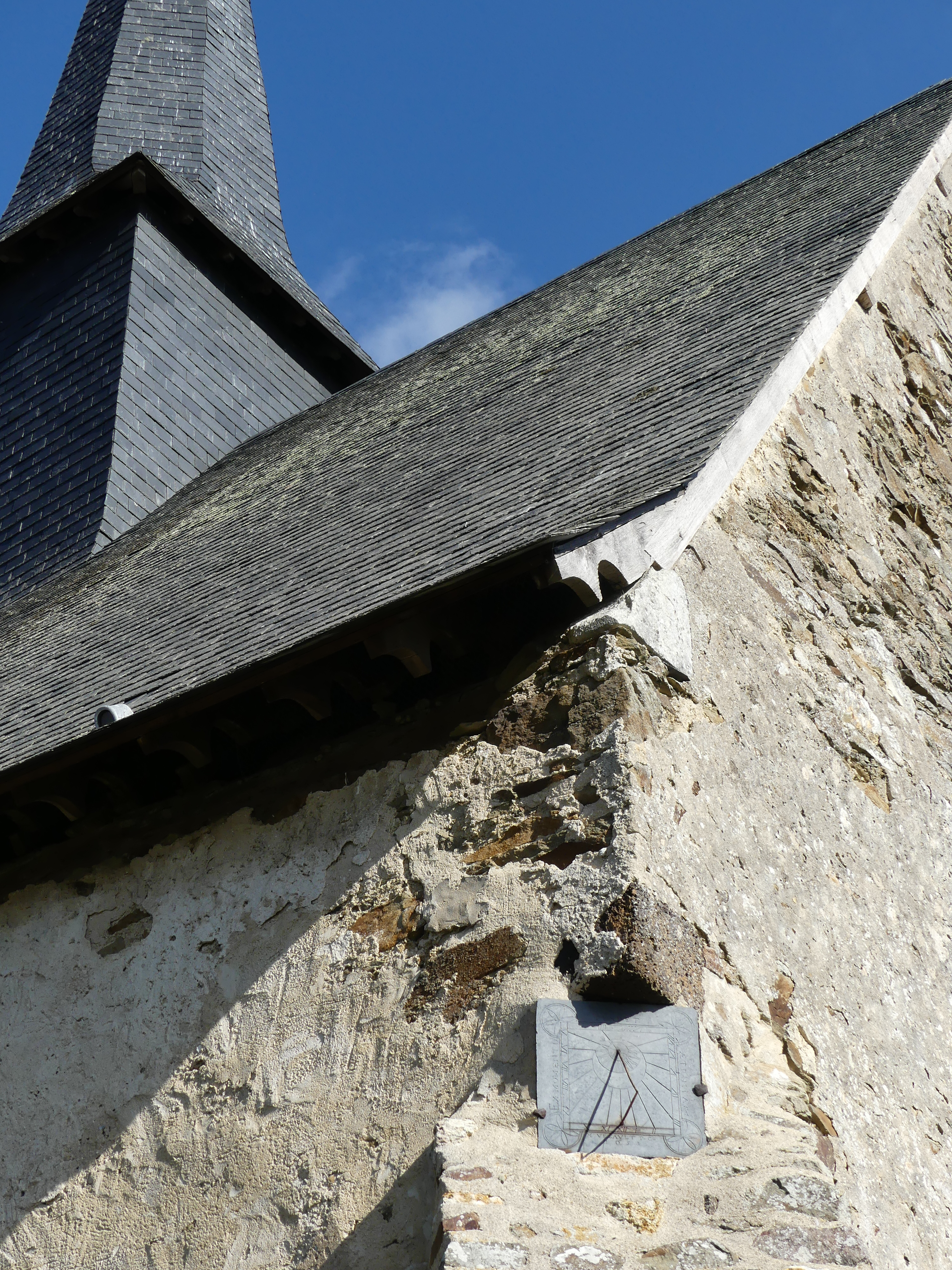
Cadran solaire 1648
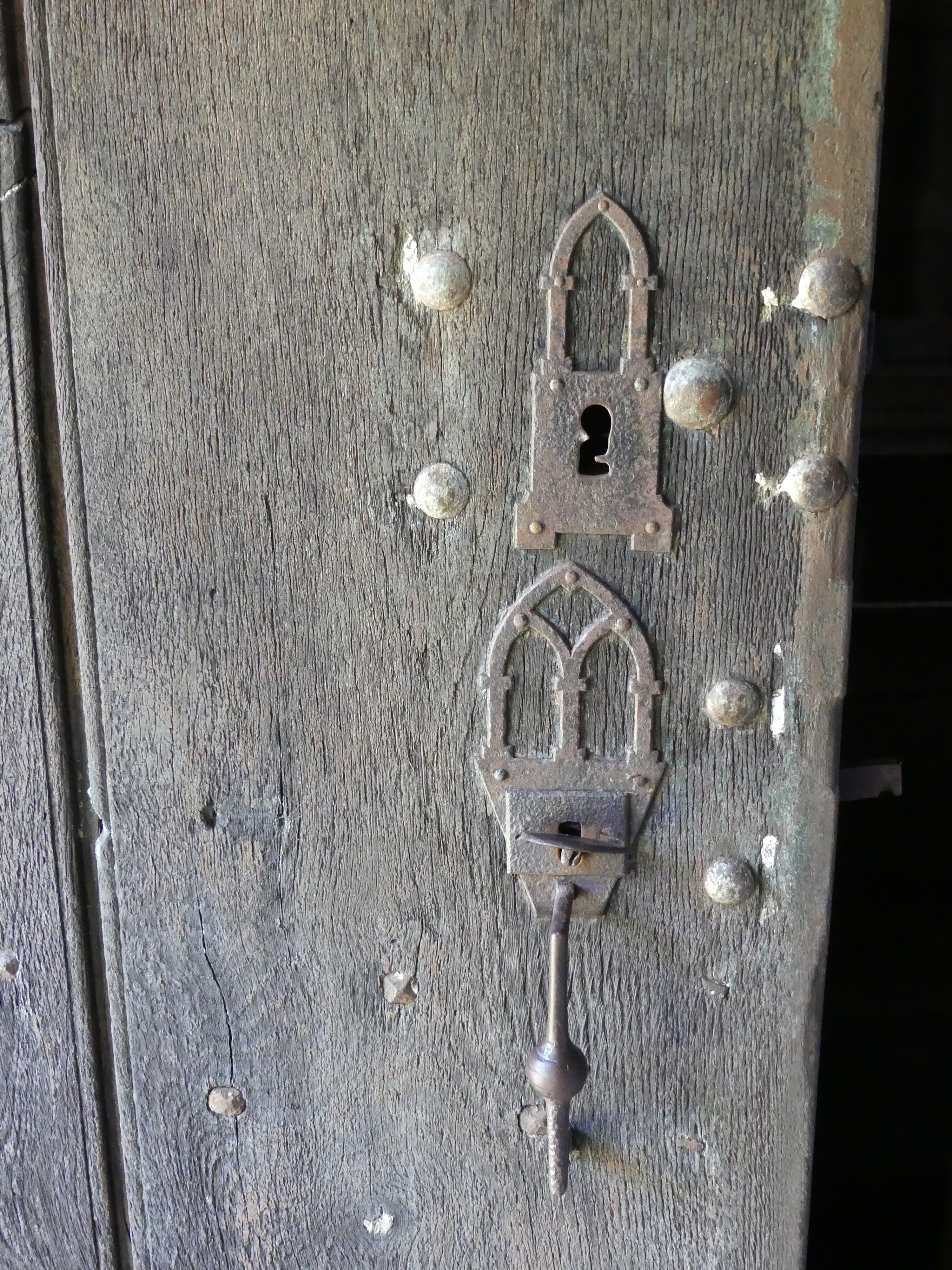
Serrure de la porte
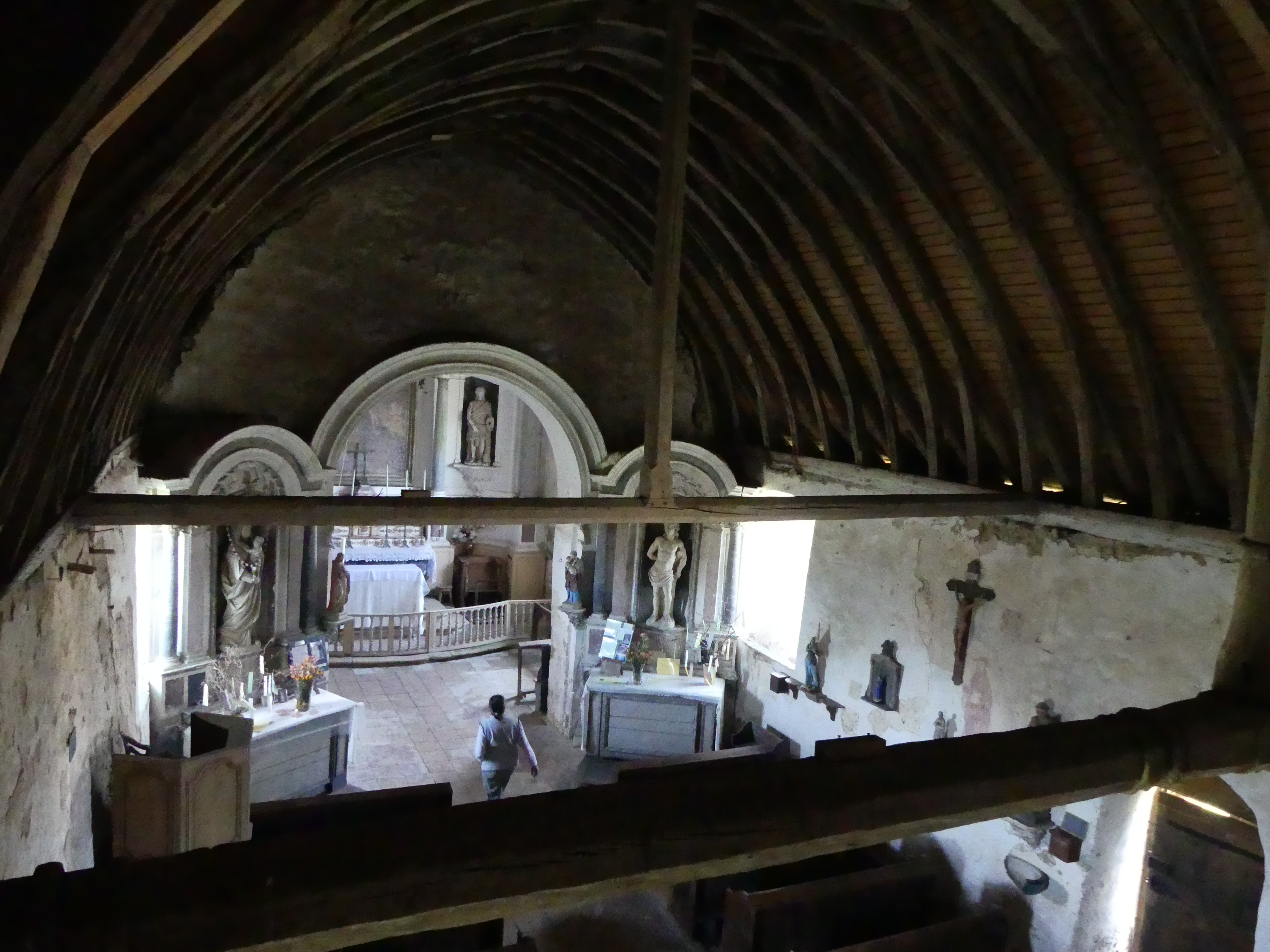
Église saint Martin Villenglose, intérieur
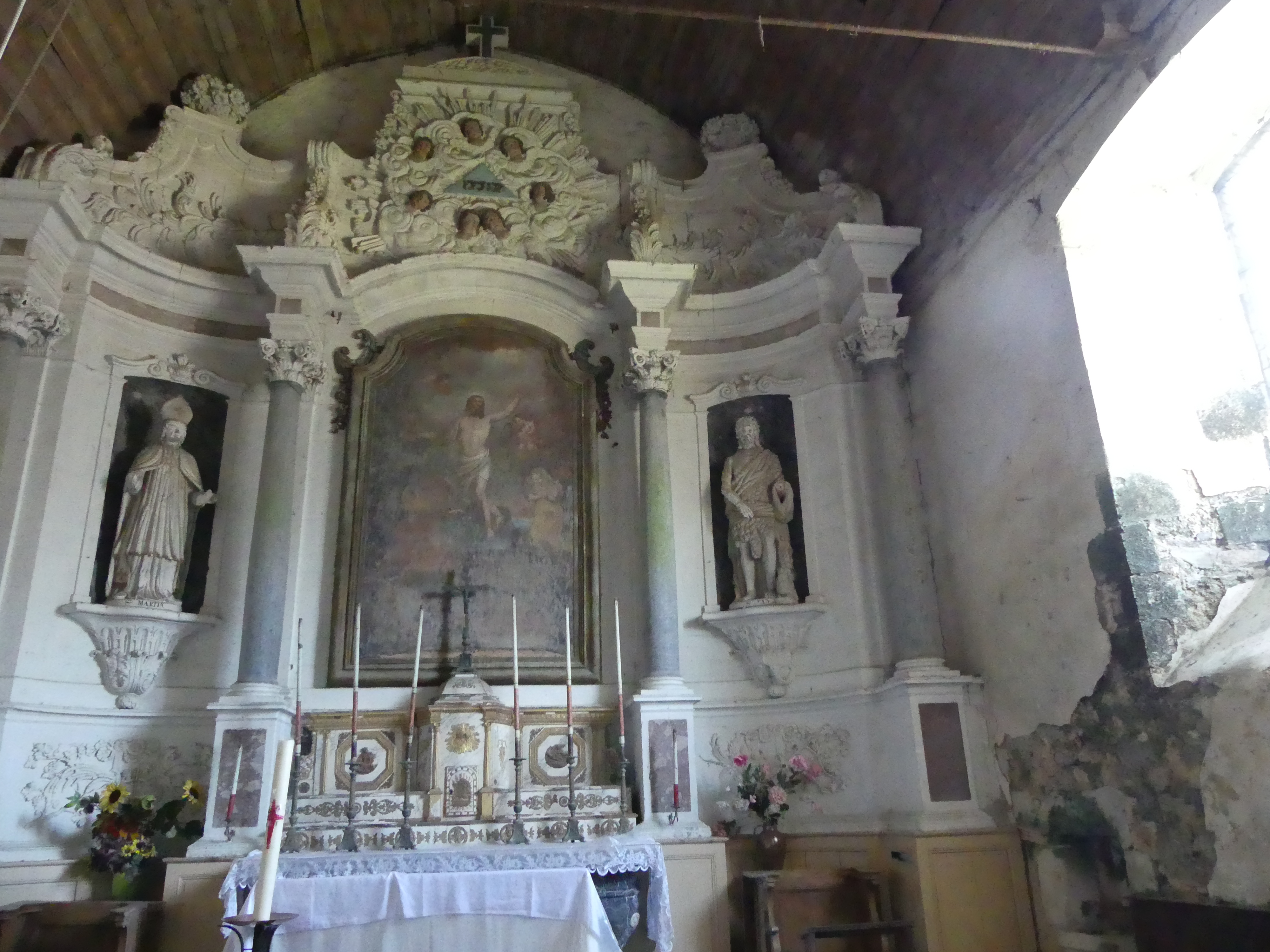
Retable
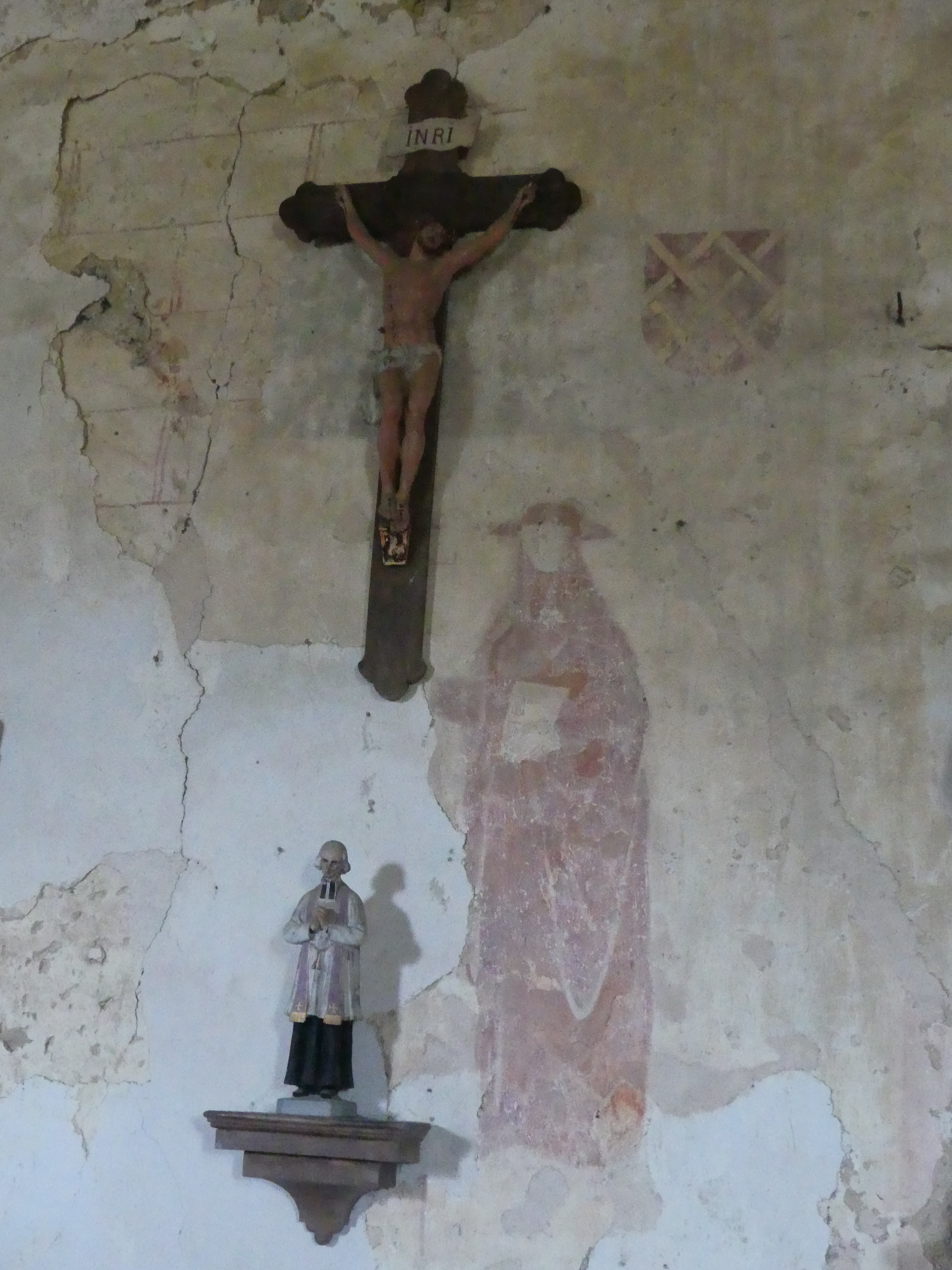
Fresque

### Église Saint-Pierre de Varennes-Bourreau
Située dans le hameau éponyme, port important sur la Sarthe au Moyen Âge cette chapelle est l'ancienne église paroissiale avant le rattachement à Saint-Denis-d'Anjou en 1792. Construite autour de l'an 1000 à l'emplacement d'un oratoire le chœur a été ajouté au XVe siècle. Ornée de fresques du XIIe et XIIIe siècles redécouvertes en 1964, le décor du chœur est du XVe siècle. la croix cimétériale du XVe siècle à double face, christ d'un coté et Marie à l'enfant de l'autre, est également classée M.H,.

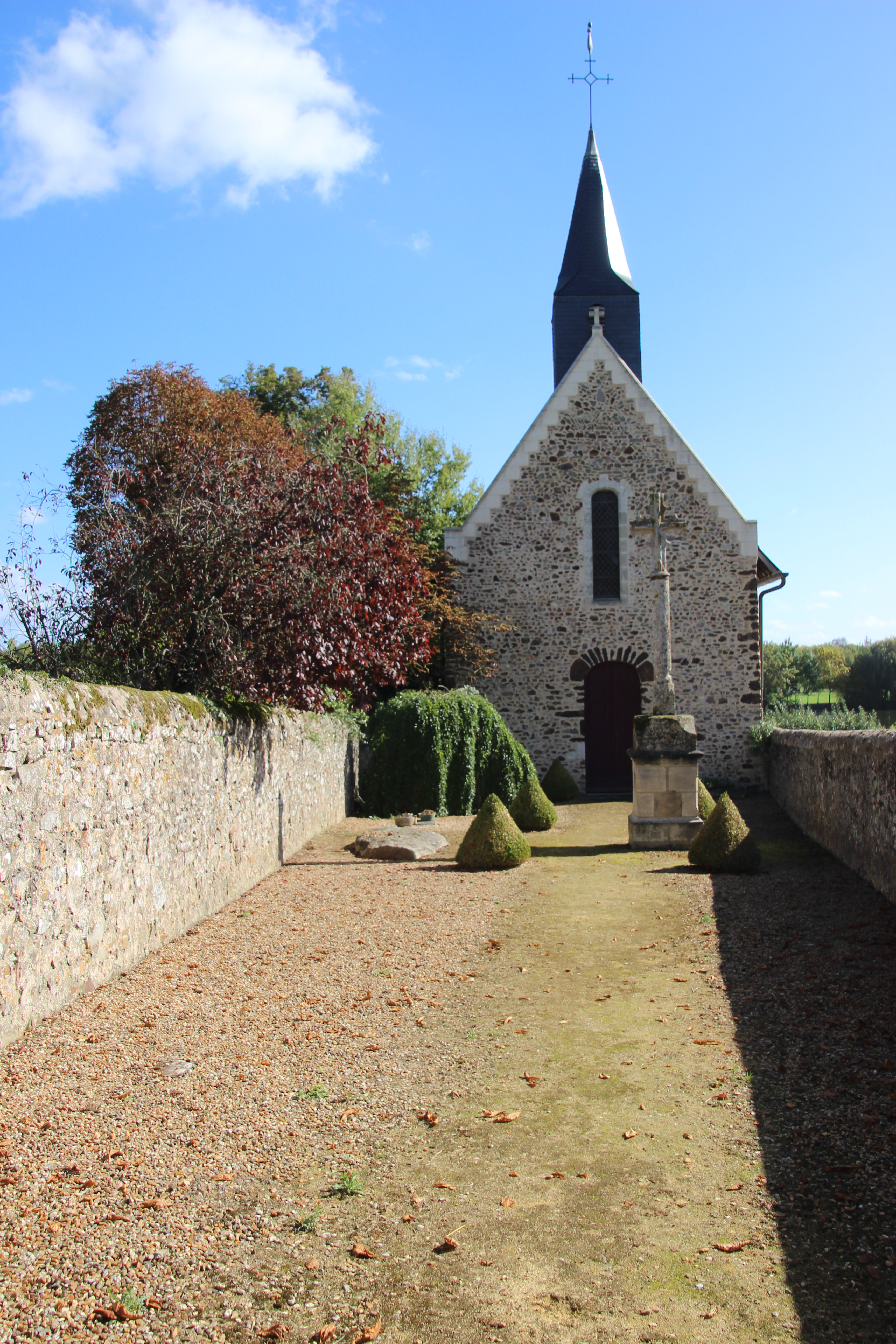
chapelle Saint-Pierre de Varennes-Bourreau
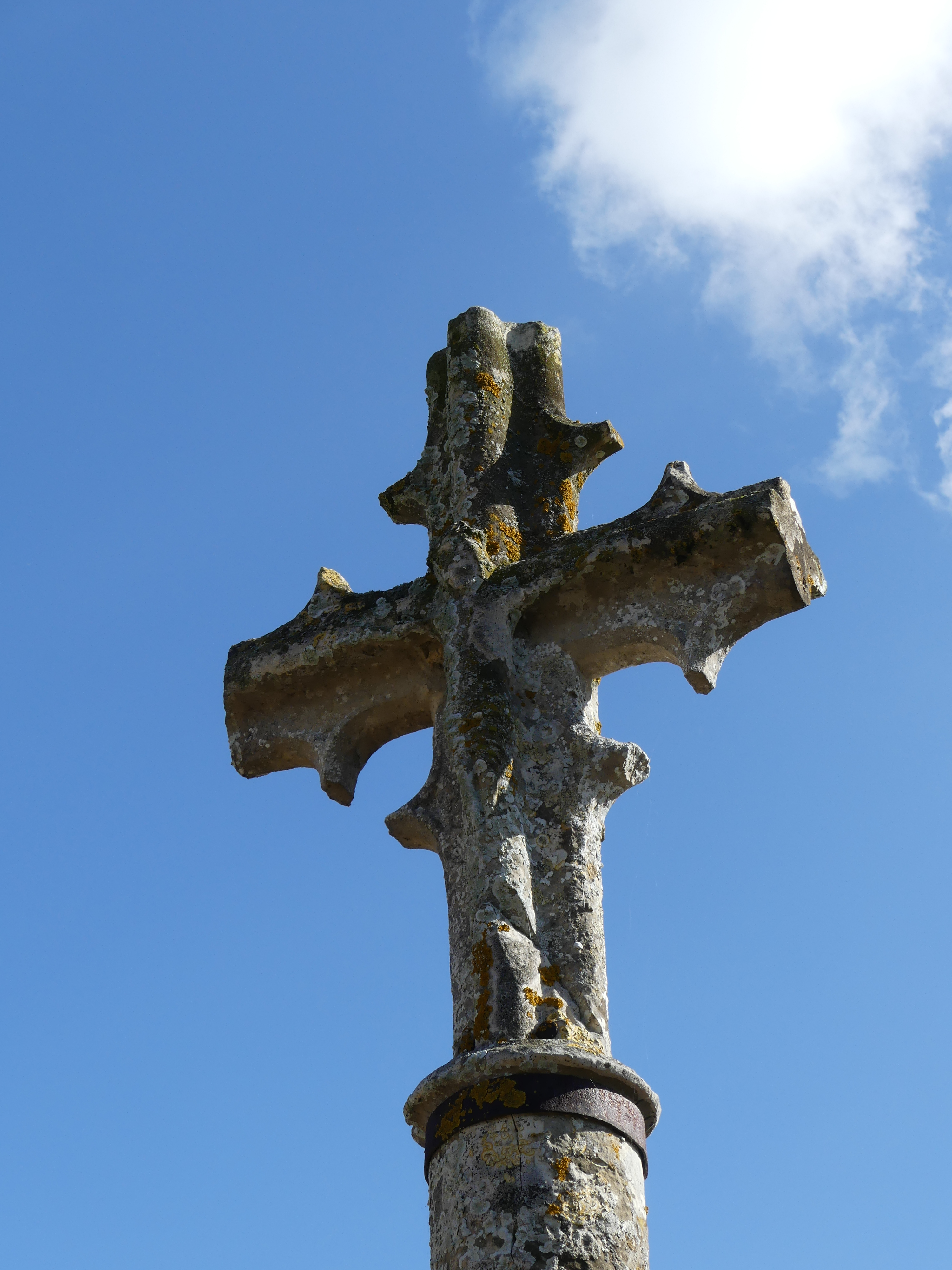
Croix XVe siècle, Christ
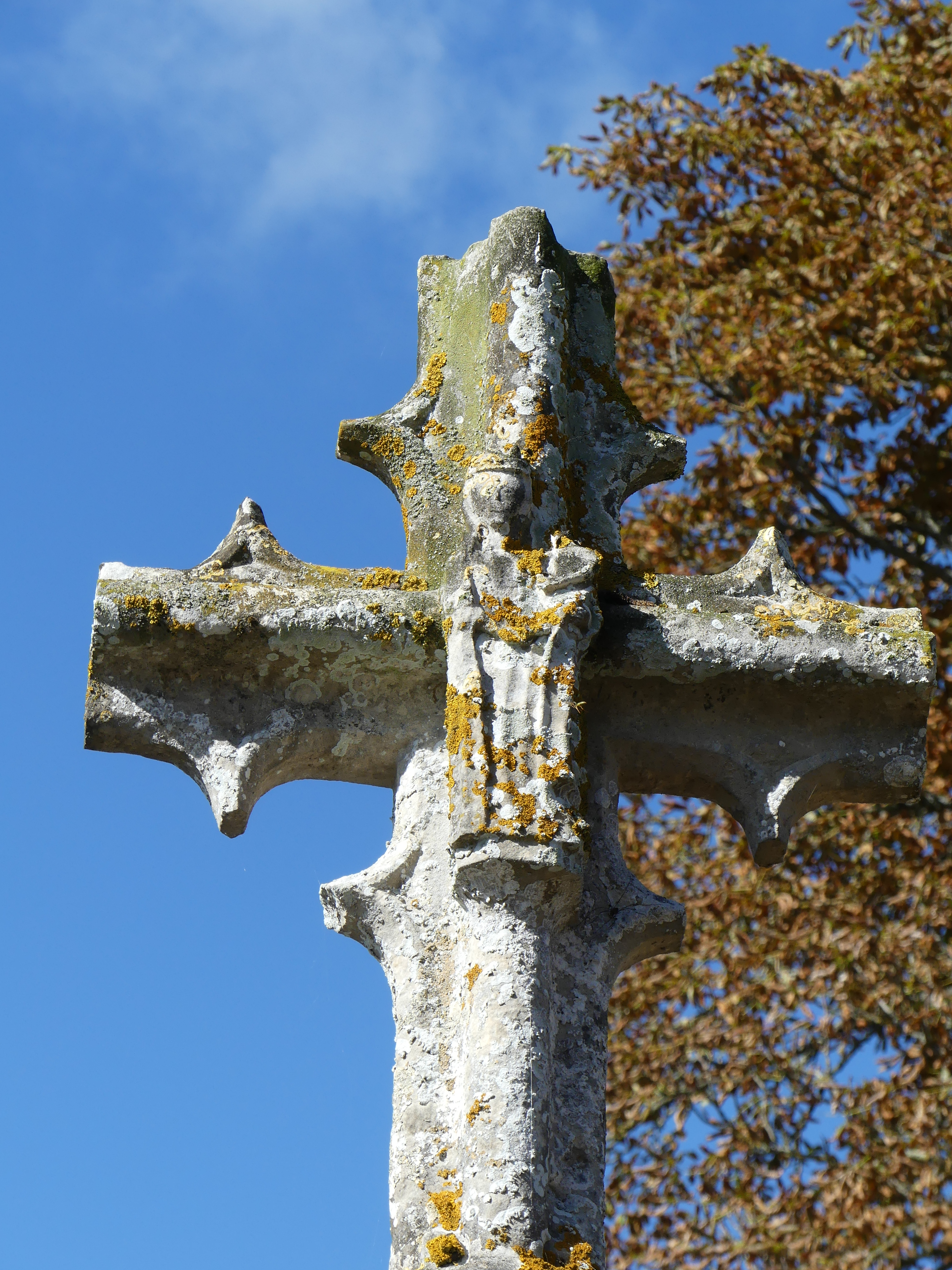
Croix XVe siècle, Vierge à l'enfant

## Personnalités liées à la commune
- Valérie Hayer (6 avril 1986) femme politique française née à Château-Gontier, et par deux fois élue conseillère municipale. Députée européenne, présidente du groupe Renew Europe au parlement européen. Le 29 février 2024, elle est désignée tête de liste de la majorité présidentielle pour les élections européennes du 9 juin 2024.
- Gustave Anis (1900-1993), avec son associé Louis Griette grands encadreurs et restaurateurs d'art ayant travaillé pour le Louvre et les plus grands musées nationaux. Né à Saint Denis d'Anjou[46].

## Ouvrages et références
- Bouvet Jacques, « Bessonneau - Angers », Angers, Société des Études angevines, Angers 2002
- La famille Richou, In Situ no 8, étude de Claire Steimer conservateur du patrimoine, C.G. de Maine-et-Loire.
- Les Richou par Dominique Huez.
- La Saulaie
- Le château de la Maison Blanche

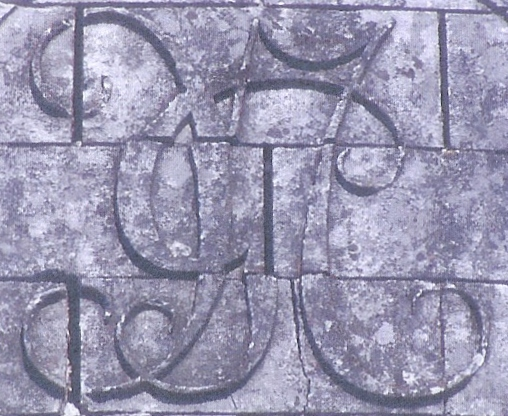
Le médaillon du fronton gravé NG (Naveau Gruau), avant restauration.
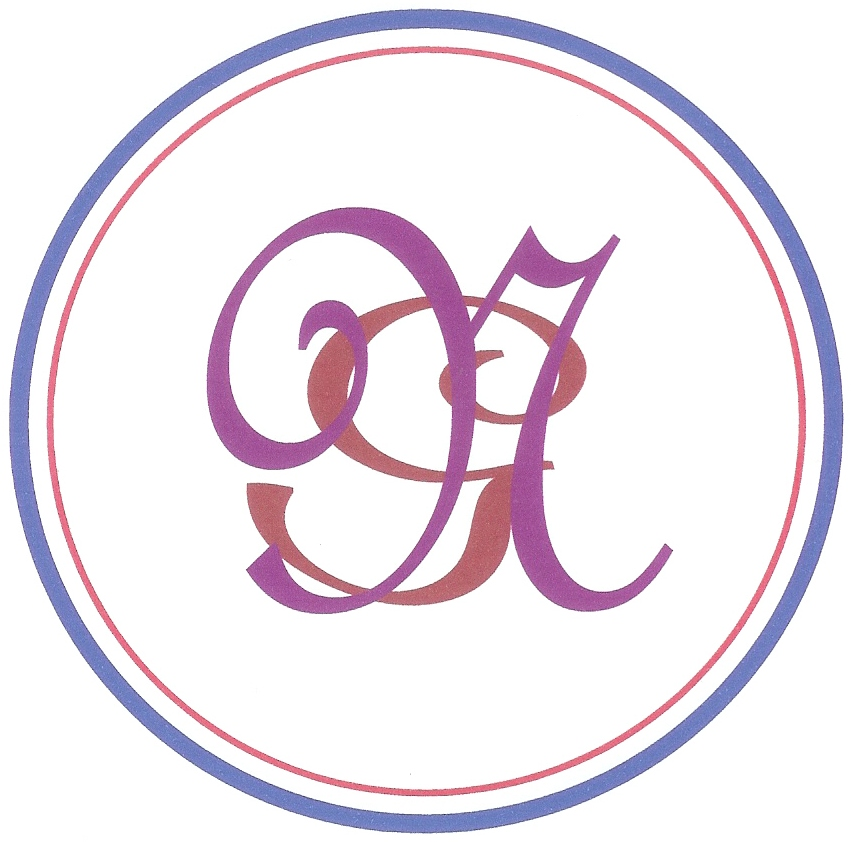
Le médaillon du fronton gravé NG (Naveau Gruau), reconstitution.
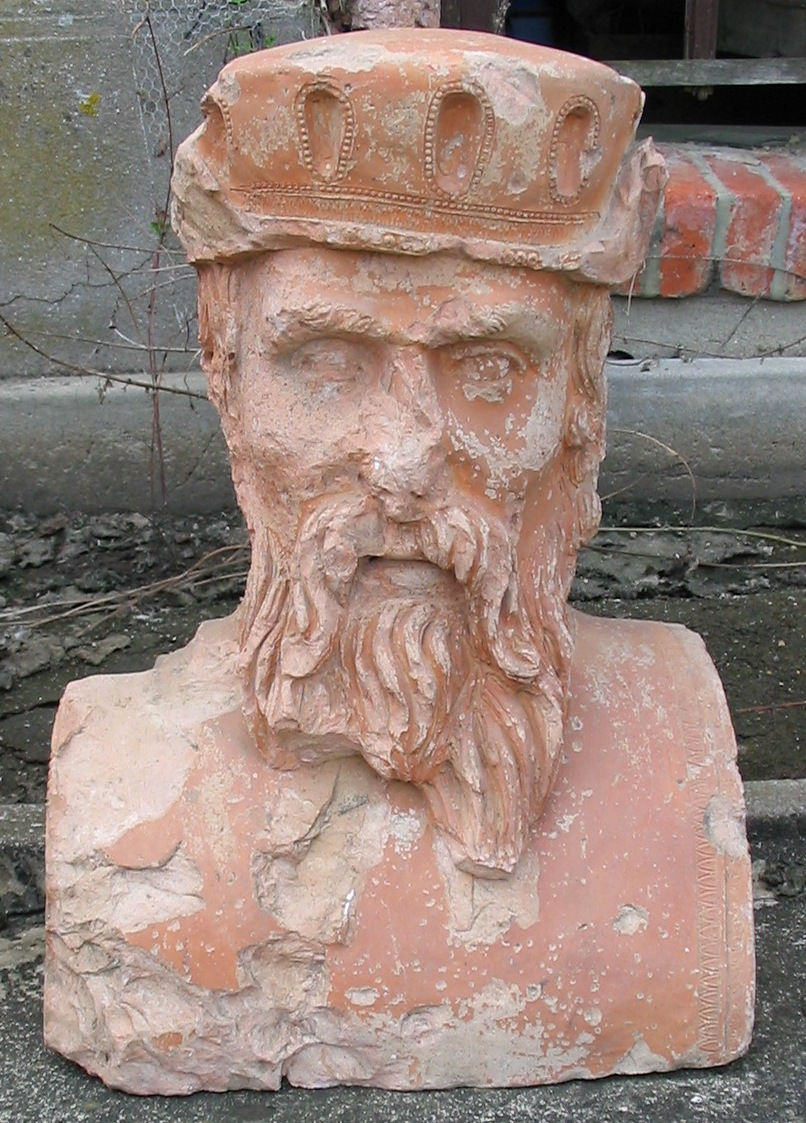
Buste en terre cuite retrouvé sur le site.
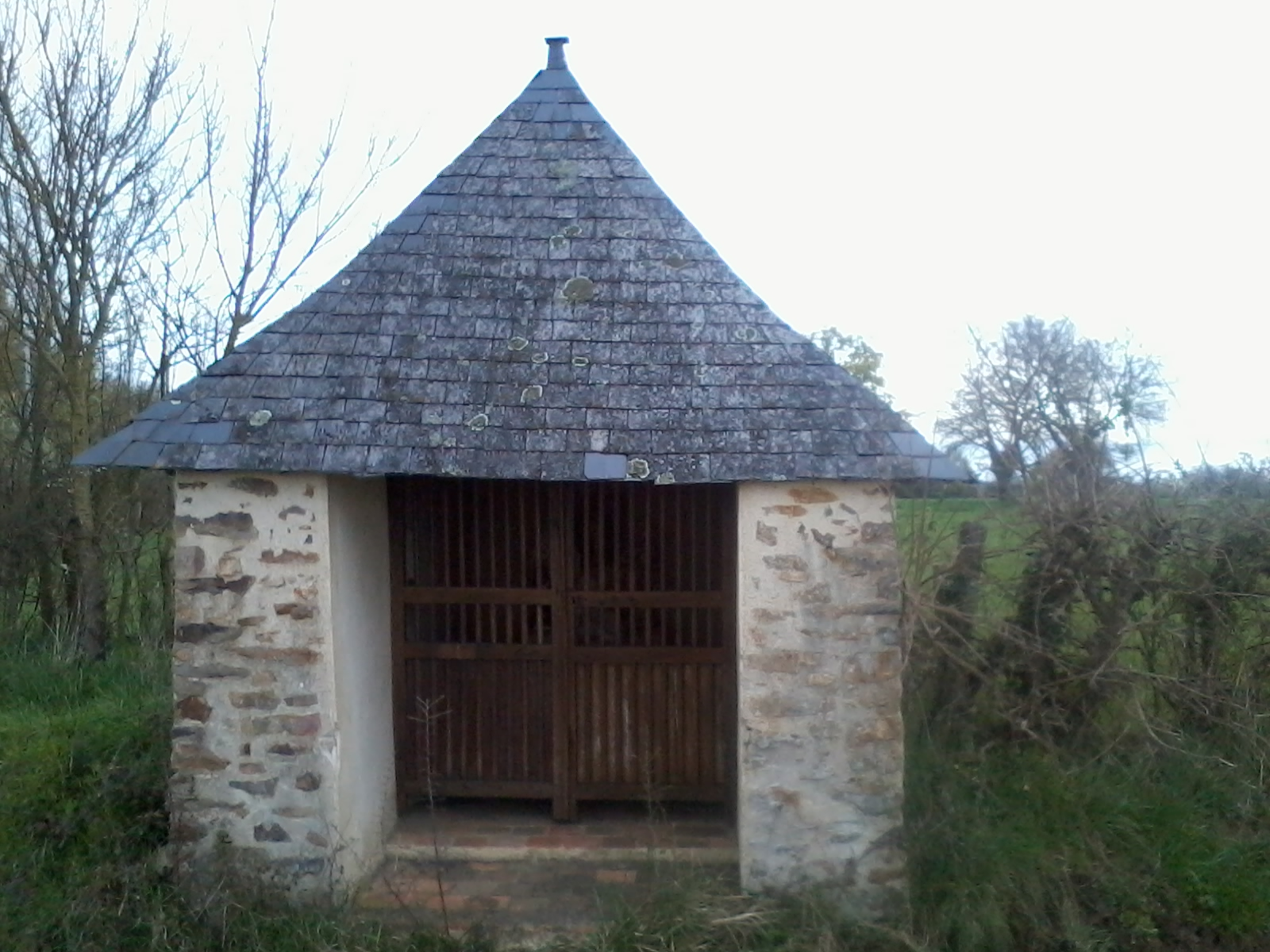
Chapelle des Gélinières.
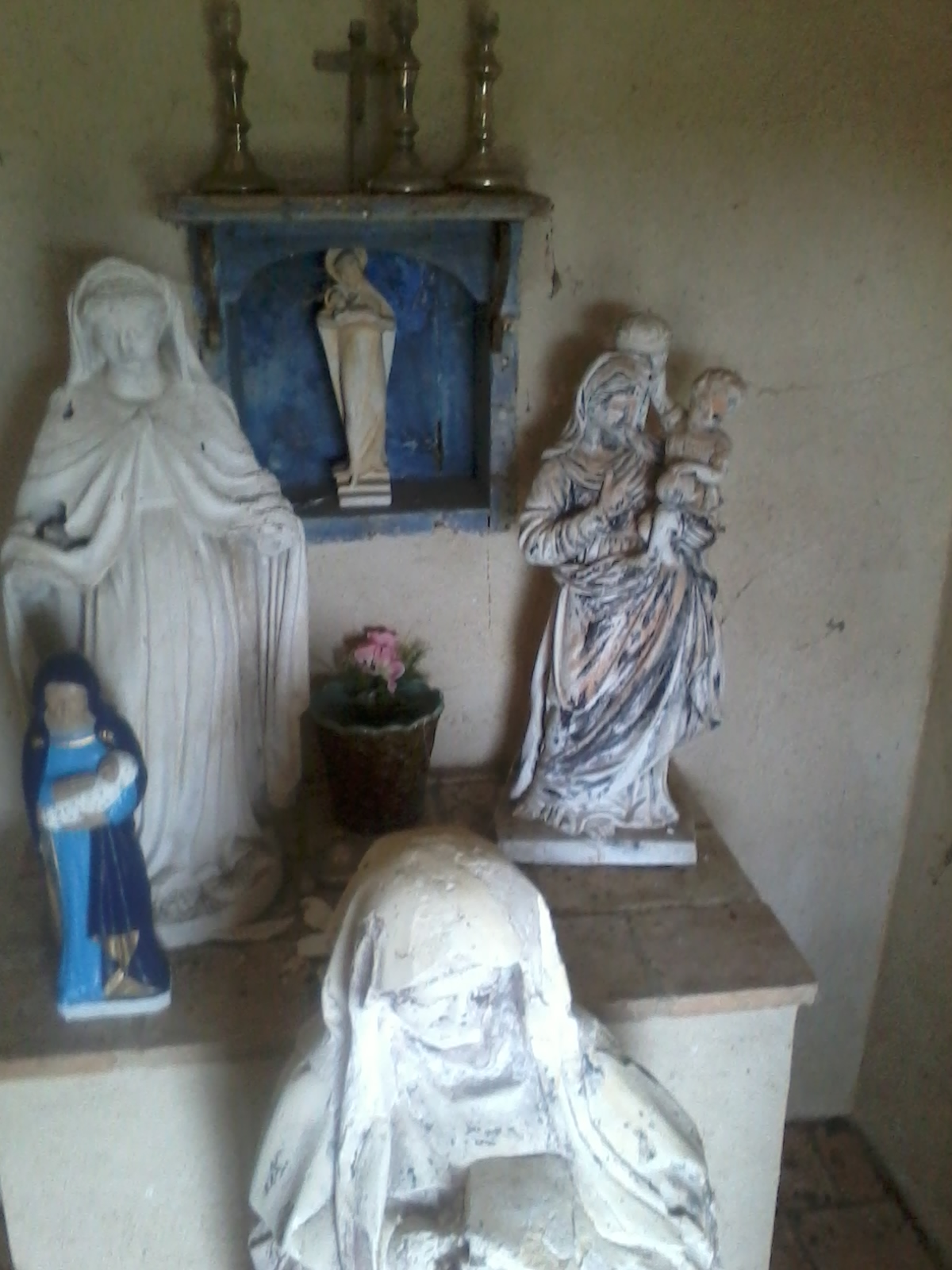
Intérieur de cette chapelle.

### Aspects du village

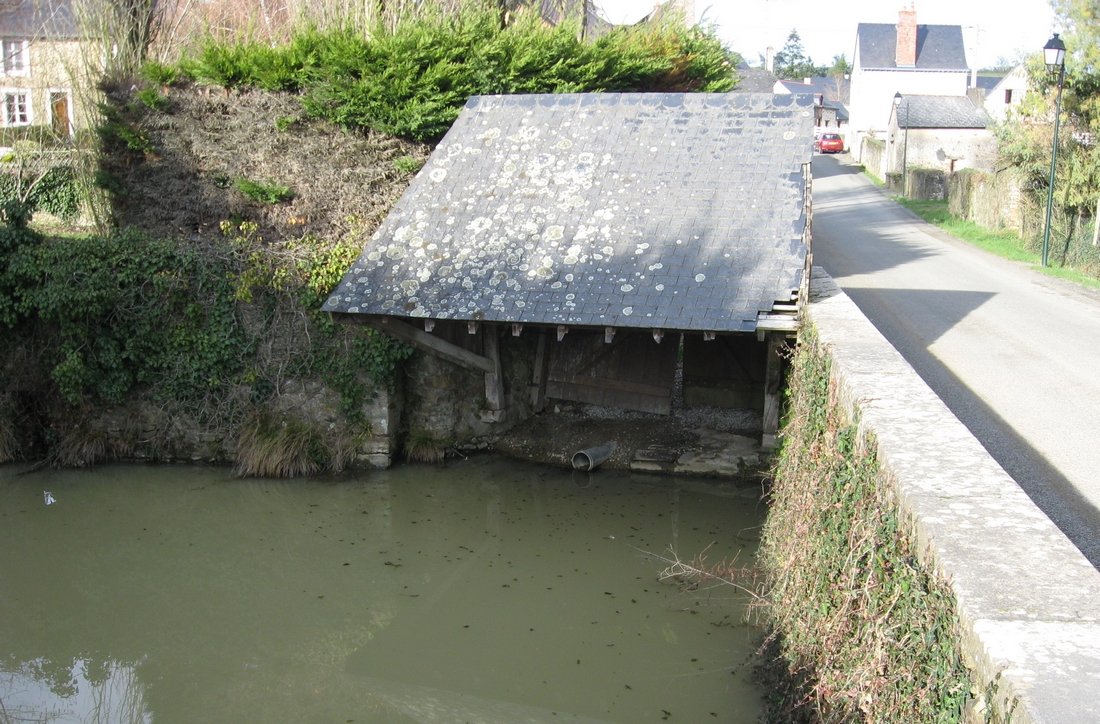
Ancien lavoir, rue du Cimetière.
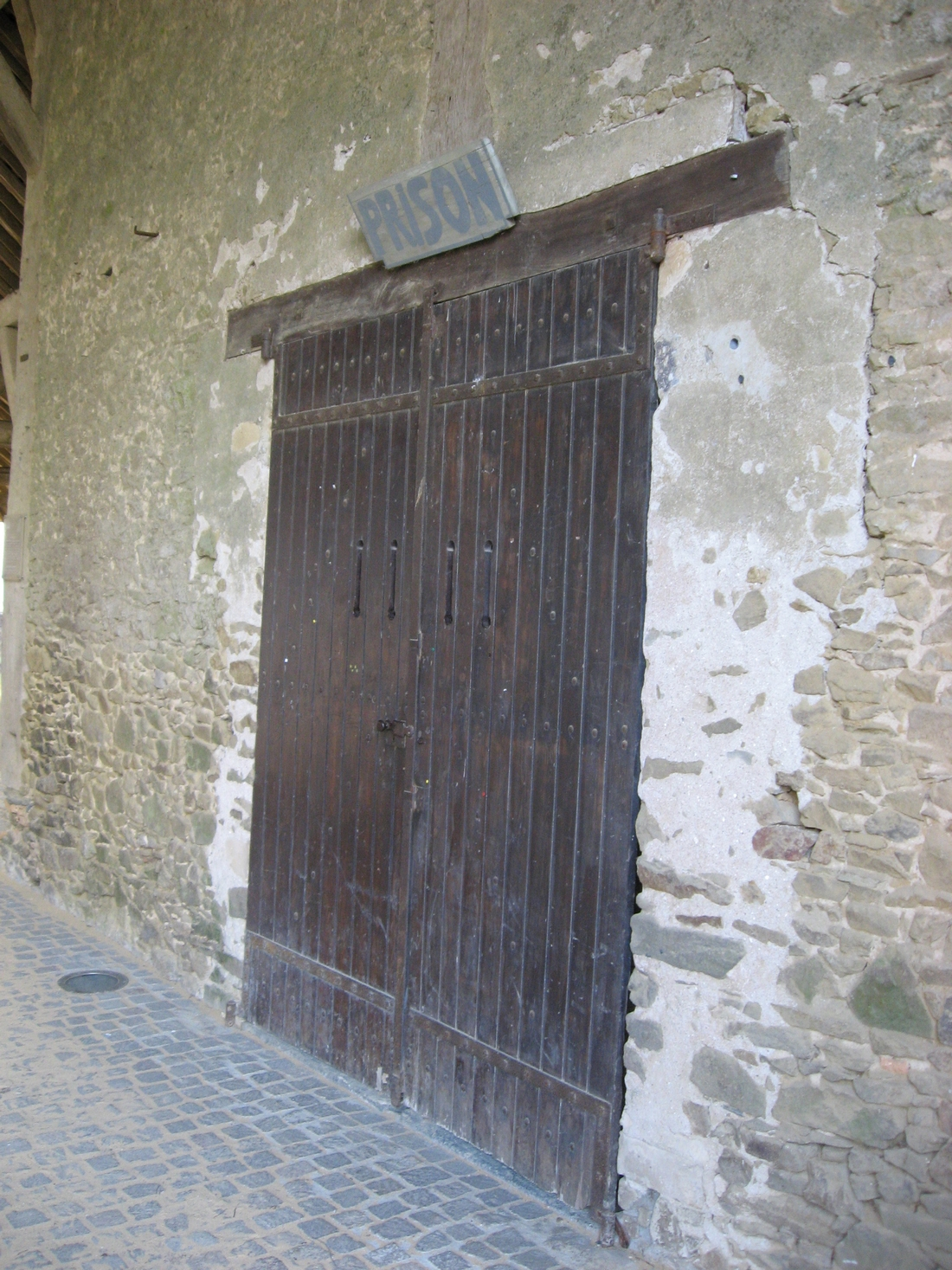
Emplacement de la prison sous les halles pendant la Révolution.
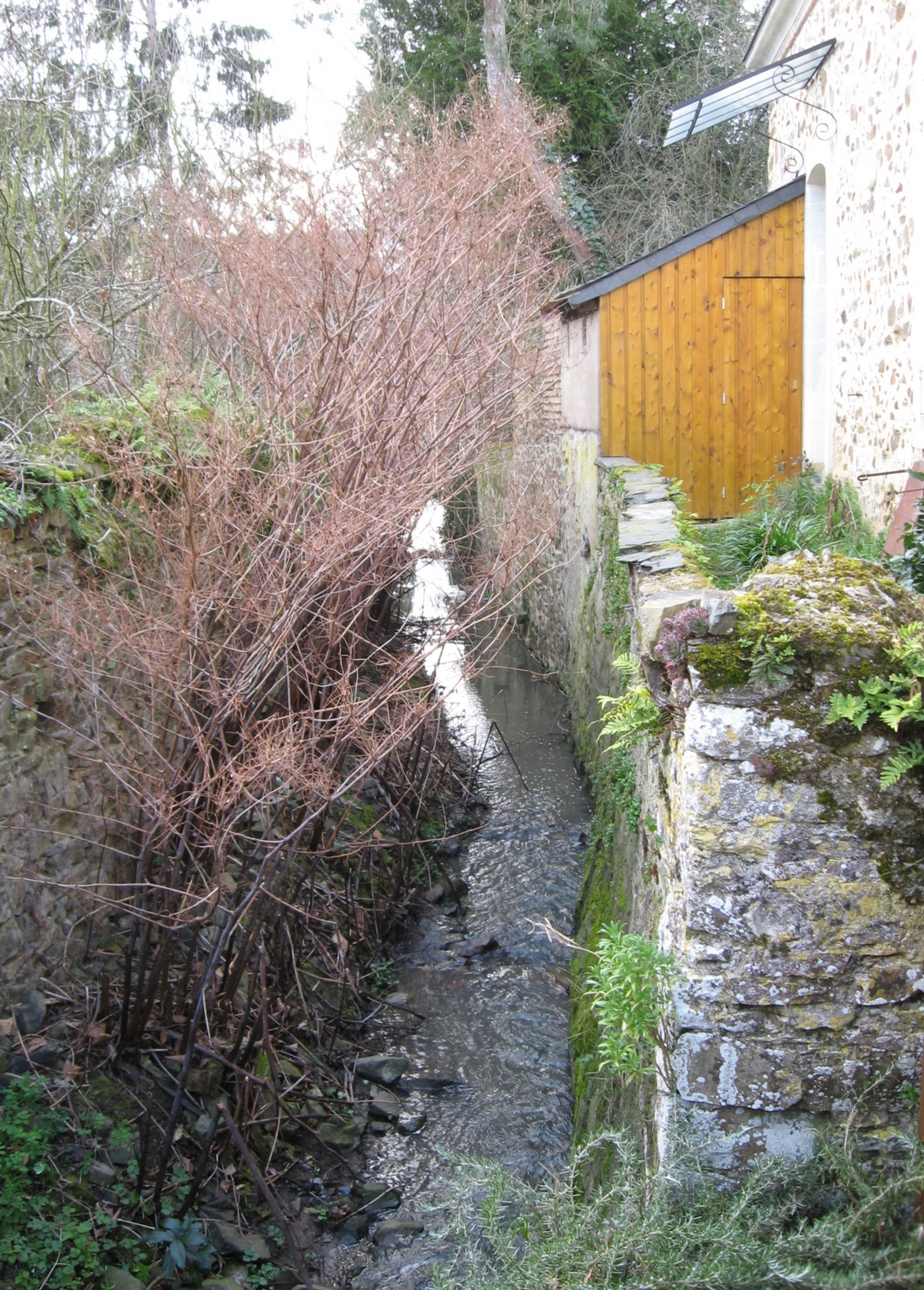
Rue du Puits Morin, le ruisseau du Goëleux.
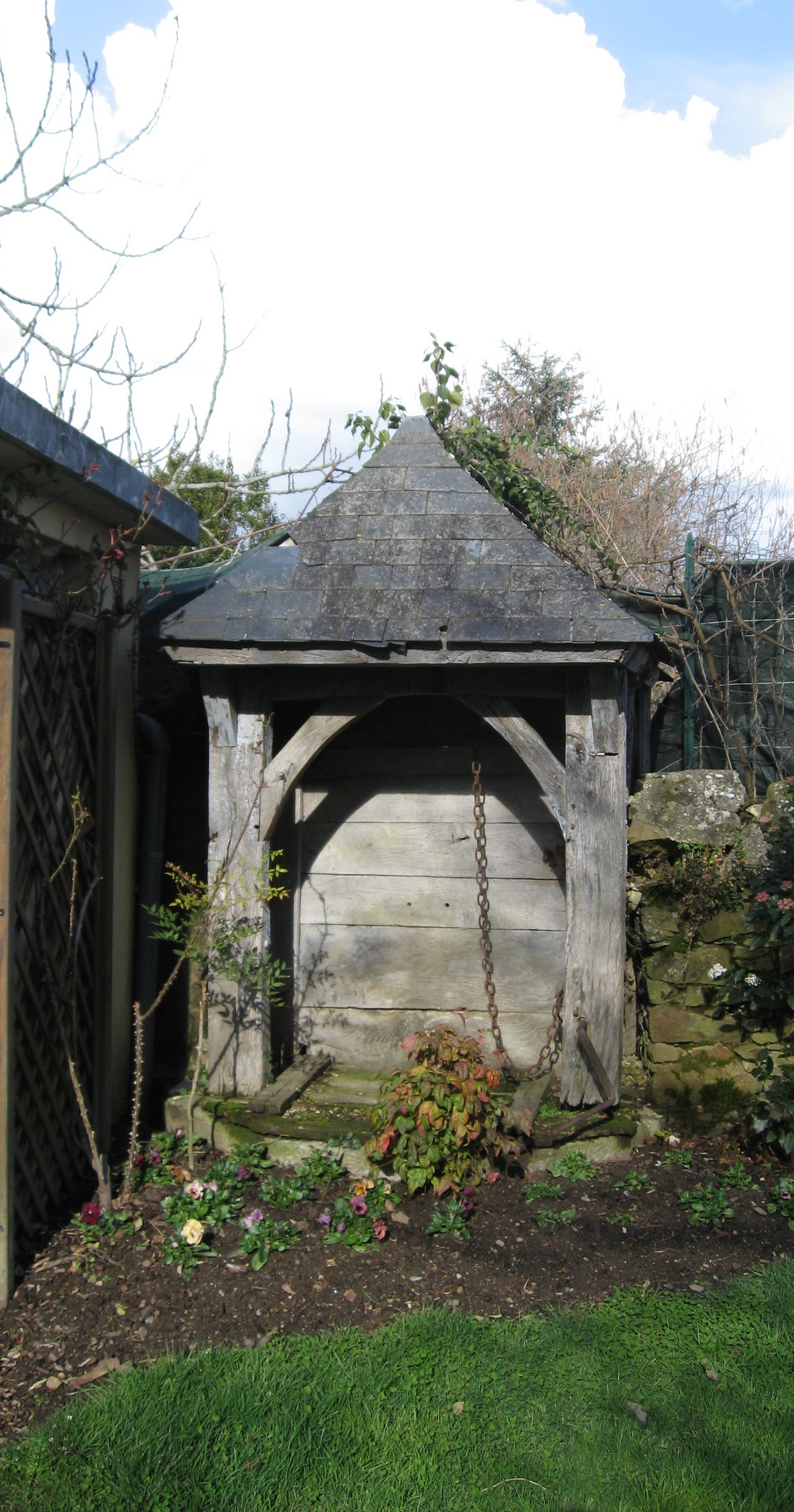
Puits place Henri-IV.
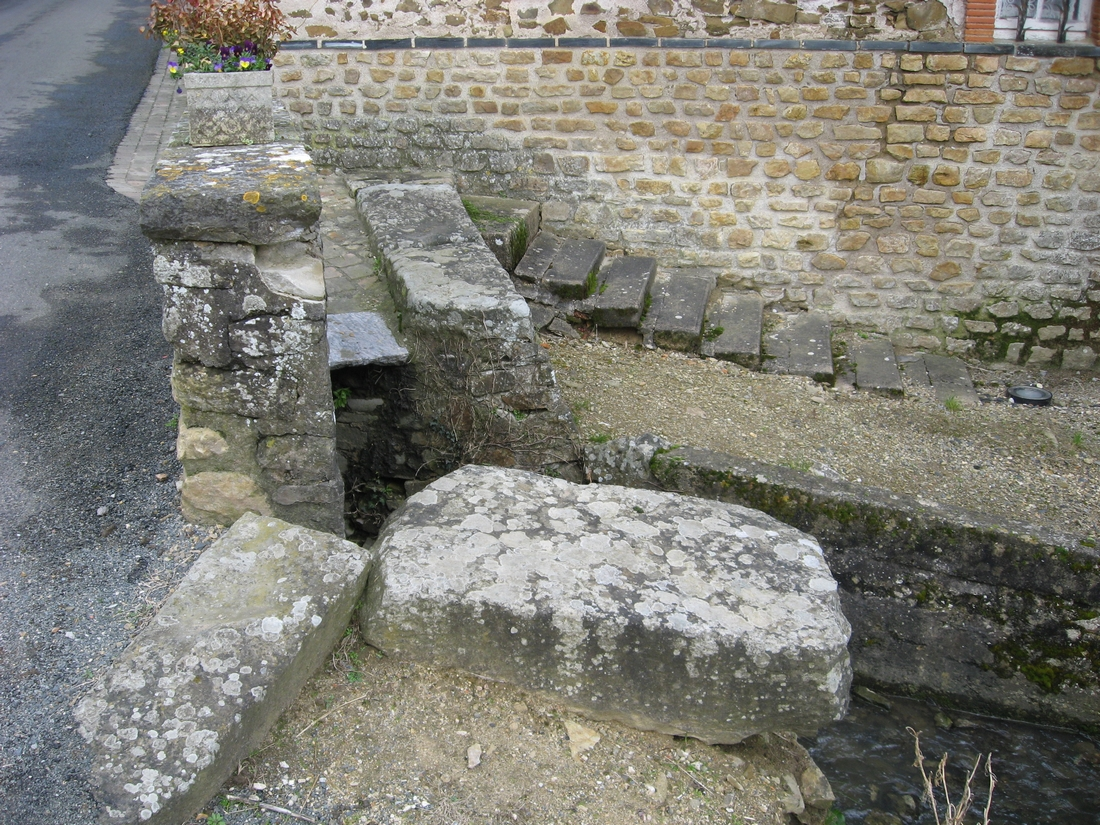
Moellon de l'ancien château, rue du Château.
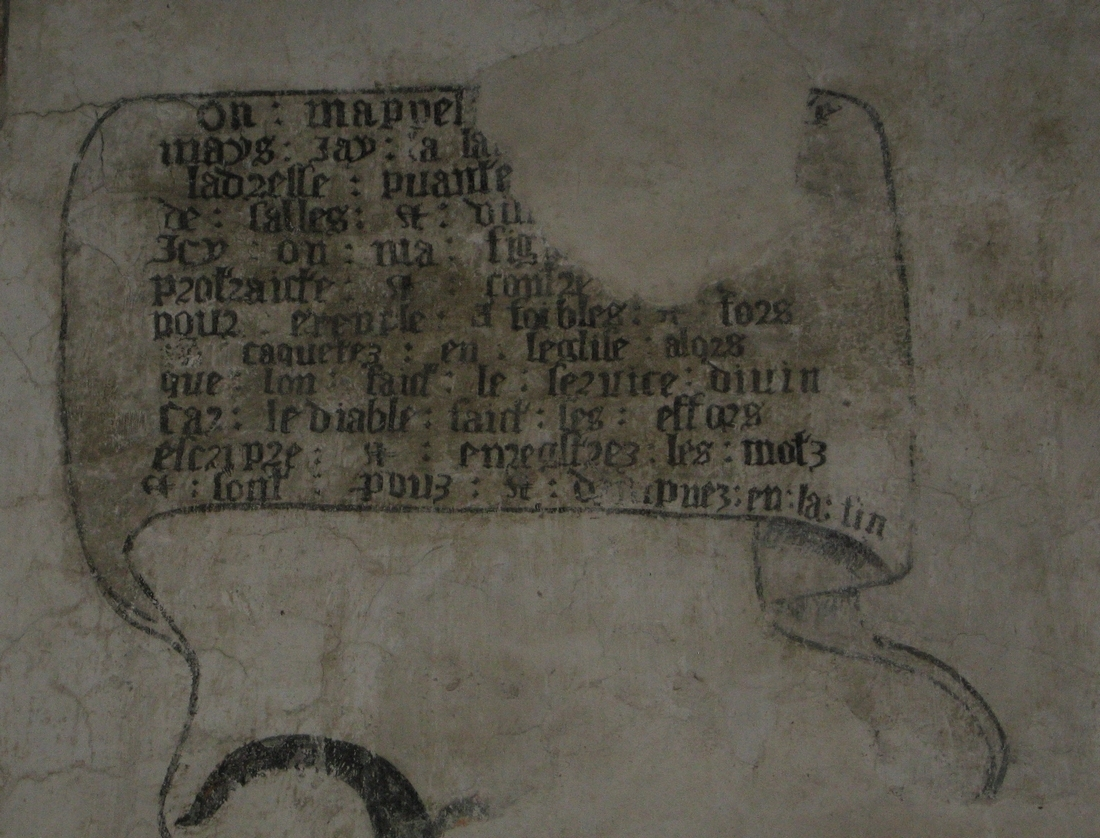
Bulle murale dans l'église.